# Gran Purga
La Gran Purga o el Gran Terror (rus: Большой террор), també conegut com l'Any del '37 (37-й год, Tridtsat sedmoi god) i la Iejovixtxina (període de Iejov), va ser la campanya que el secretari general soviètic Iosif Stalin va emprendre per consolidar el seu poder sobre el Partit Comunista de la Unió Soviètica i l'estat; les purgues també es van dissenyar per eliminar la influència restant de Lev Trotski així com altres rivals polítics destacats dins del partit. Va passar des de l'agost de 1936 fins al març de 1938.
Després de la mort de Vladimir Lenin el 1924, es va obrir un buit de poder al Partit Comunista, el partit governant a la Unió Soviètica (URSS). Diverses figures consolidades del govern de Lenin van intentar succeir-lo. Ióssif Stalin, el secretari general del partit, va superar els oponents polítics i finalment va aconseguir el control del partit el 1928. Inicialment, el lideratge de Stalin va ser àmpliament acceptat; el seu principal adversari polític Trotski es va veure obligat a exiliar-se el 1929, i la doctrina del "socialisme en un sol país" es va consagrar a la política del partit. Tanmateix, a principis dels anys trenta, els funcionaris del partit van començar a perdre la fe en el seu lideratge arran del cost humà del primer pla quinquennal i de la col·lectivització de l'agricultura. El 1934, diversos rivals de Stalin, com Trotski, van començar a demanar la destitució de Stalin i van intentar trencar la seva influència sobre el partit.
En aquest ambient de dubte i sospita, un alt funcionari popular, Serguei Kírov, va ser assassinat. La seva mort va donar lloc a una investigació que va revelar una xarxa de membres del partit que suposadament treballaven contra Stalin, inclosos diversos dels rivals de Stalin Molts dels arrestats després de l'assassinat de Kírov també van confessar plans per matar el propi Stalin, inclosos els alts càrrecs del partit. La validesa d'aquestes afirmacions encara és debatuda pels historiadors, però hi ha consens que la mort de Kírov va ser el punt de foc on Stalin va prendre mesures i va començar les purgues.
El 1936, la paranoia de Stalin va arribar al seu punt àlgid. La por de perdre la seva posició i el potencial retorn de Trotski el van impulsar a autoritzar la Gran Purga. Les mateixes purgues van ser realitzades en gran part per la NKVD (Comissariat del Poble per a Afers Interns), la policia secreta de l'URSS. La NKVD va començar la destitució de la direcció central del partit, els Vells Bolxevics, els funcionaris del govern i els caps regionals del partit. Finalment, les purgues es van ampliar a l'Exèrcit Roig i a l'alt comandament militar, la qual cosa va tenir un efecte desastrós sobre l'exèrcit. Es van celebrar tres judicis successius a Moscou i això va eliminar la majoria dels antics bolxevics i els desafiaments a la posició de Stalin. A mesura que l'abast de la purga va començar a eixamplar-se, la sospita omnipresent dels sabotejadors i contrarevolucionaris va començar a afectar la vida civil. La NKVD va començar a atacar certes minories ètniques com els alemanys del Volga, que van ser sotmesos a deportacions forçades i a una repressió extrema. Durant les seves operacions massives, la NKVD va utilitzar àmpliament l'empresonament, la tortura, els interrogatoris violents i les execucions arbitràries per consolidar el control sobre els civils a través de la por.
El 1938, Stalin va revertir la seva posició sobre les purgues i va declarar que els enemics interns havien estat eliminats. Stalin va criticar la NKVD per dur a terme execucions massives i posteriorment va executar Guénrikh Iagoda i Nikolai Iejov, que van dirigir la NKVD durant els anys de la purga. Tot i que la Gran Purga havia acabat, l'atmosfera de desconfiança i vigilància generalitzada va continuar durant dècades després. Els estudiosos estimen que el nombre de morts per la Gran Purga (1936–1938) és d'aproximadament 700.000. El terme Gran Purga va ser popularitzat per l'historiador Robert Conquest en el seu llibre de 1968 "The Great Terror". El mateix títol de Conquest era una al·lusió al període de la Revolució Francesa conegut com el Regnat del Terror.Mentre el govern soviètic desitjava jutjar Trotski durant la purga, el seu exili ho va impedir. Trotski va sobreviure a la purga, tot i que seria assassinat el 1940 per l'NKVD per ordre de Stalin.

## Introducció

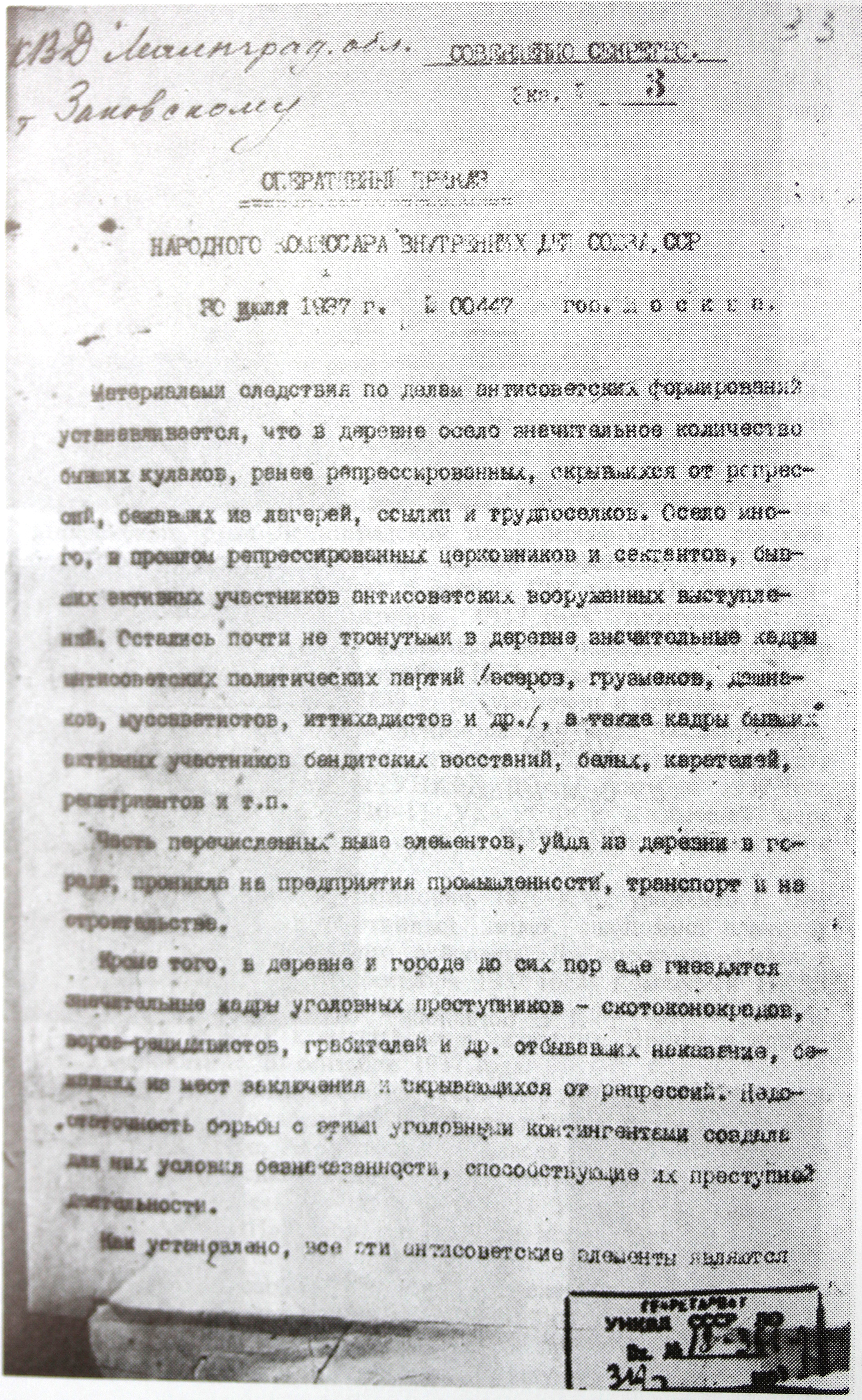
Un extracte de l'ordre núm. 00447 de l'NKVD

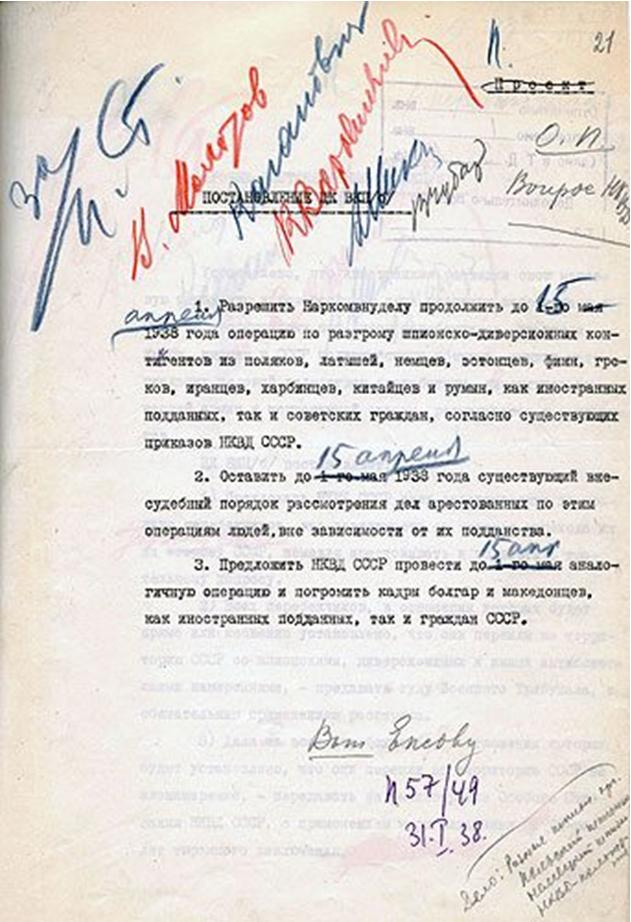
La decisió del politburó d'ampliar els límits de temps de les operacions de purga de la "línia nacional" (de base ètnica) signada per Stalin, Molotov, Kaganovich, Voroshilov, Mikoyan i Chubar.

El terme repressió va ser oficialment emprat pel cap de la Unió Soviètica d'aquell moment, el secretari del soviet general Ióssif Stalin, per denominar la persecució d'aquells considerats com a contra-revolucionaris i enemics del poble. La purga va ser motivada pel desig de part dels líders per eliminar elements dissidents del Partit i sovint és considerat com la voluntat de consolidar l'autoritat de Stalin. Posteriorment es portaren a terme més campanyes de repressió contra grups socials dels que es creia (o almenys eren acusats) de tenir motivacions polítiques contra l'Estat Soviètic i les polítiques del Partit Comunista. Els historiadors debaten sobre les causes de la purga, com ara la paranoia de Stalin, o el seu desig d'eliminar els dissidents del Partit Comunista o de consolidar la seva autoritat. Les purgues van començar a l'Exèrcit Roig, i les tècniques que s'hi van desenvolupar es van adaptar ràpidament a les purgues d'altres sectors.
A més, diverses purgues van explicar-se com l'eliminació de les possibilitats d'espionatge i sabotatge en vistes a l'esperada guerra amb Alemanya. La principal atenció pública es dirigí a la depuració dels líders del mateix Partit Comunista, així com dels buròcrates del govern i dels comandants de l'Exèrcit Roig, tots ells majoritàriament membres del Partit. No obstant això, les campanyes van afectar totes les categories socials: la intel·ligència, la pagesia (i especialment els kulaks) i els professionals. Diverses operacions de l'NKVD van afectar diverses minories nacionals, acusades de formar part d'una cinquena columna.
D'acord amb el Discurs «Sobre el culte a la personalitat i les seves conseqüències» de Nikita Khrusxov del 1956, juntament amb descobriments més recents, gran part de les acusacions, incloent les presentades als Judicis de Moscou, van ser sovint obtingudes mitjançant la tortura, i en interpretacions laxes de l'article 58 del Codi Penal de la RSFSR, que tractava dels crims contrarevolucionaris. El degut procés legal, tal com el definia la llei soviètica vigent en aquell moment, sovint va ser substituït en gran part per procediments sumaris per les troïques de l'NKVD.
Centenars de milers de víctimes van ser falsament acusades de diversos crims polítics (espionatge, sabotatge, agitació anti-soviètica, conspiració per preparar alçaments i cops d'estat, etc.), i foren afusellades o enviades als camps de treballs forçosos dels Gulags. Molts van morir als camps de treball penals de fam, malalties, tortures i esgotament. Es van utilitzar altres mètodes d'enviament de víctimes de manera experimental. A Moscou, s'ha documentat l'ús de furgonetes de gas per matar les víctimes durant el seu transport al camp de tir de Butovo.
La Gran Purga s'inicià amb Guénrikh Iagoda com a cap de l'NKVD, però el punt àlgid de les campanyes tingué lloc mentre l'NKVD era dirigit per Nikolai Iejov, entre setembre de 1936 i agost de 1938, en el període conegut com la Iejovsxina (rus: ежовщина, l'era de Iejov); però en línies generals, les campanyes es desenvoluparen d'acord i sota les ordes directes del Politburó del Partit, encapçalat per Stalin.

## Rerefons
A partir de 1930, els funcionaris del Partit i de la policia temien el "desordre social" causat pels trastorns de la col·lectivització forçada dels camperols i la fam consegüent de 1932-1933, així com la migració massiva i incontrolada de milions de camperols a les ciutats. L'amenaça de guerra va augmentar la percepció de Stalin i, en general, soviètica de les poblacions marginals i políticament sospitoses com a font potencial d'un aixecament en cas d'invasió. Els documents falsificats i la desinformació difosa per l'Alemanya nazi per incriminar ciutadans soviètics innocents també van contribuir a aquesta percepció. Stalin va començar a planificar l'eliminació preventiva d'aquests possibles reclutes per a una mítica "cinquena columna de demolidors, terroristes i espies".

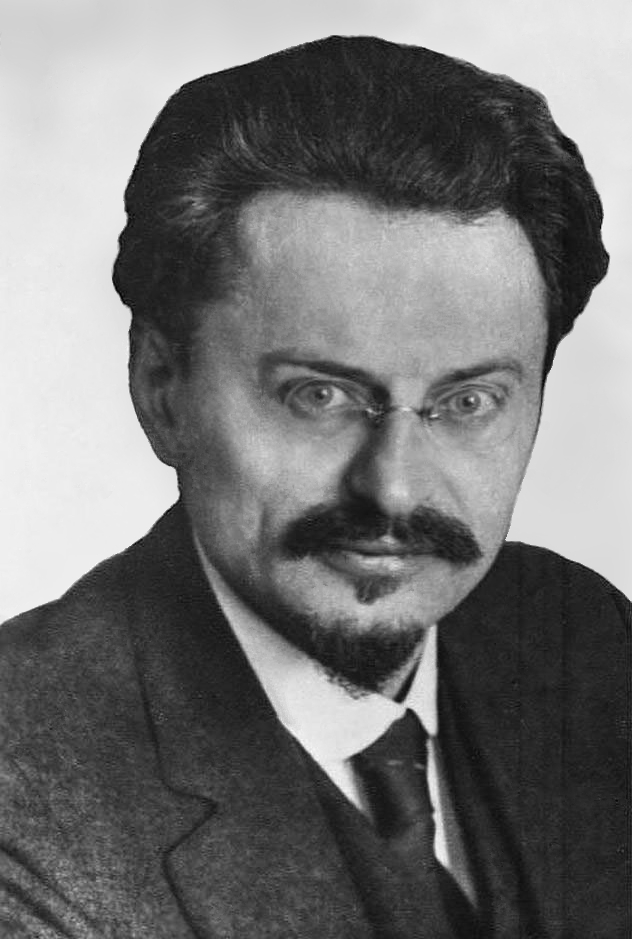
Lev Trotski, el 1929, poc abans de ser expulsat de la Unió Soviètica.

El terme purga dins del parlar polític soviètic era una abreviació de l'expressió purga dels rangs del Partit. El 1933, per exemple, unes 400.000 persones van ser expulsades del Partit. Però entre 1936 i 1953, el terme varià el seu significat, perquè ser expulsat del Partit comportava la detenció gairebé segura, l'empresonament i fins i tot l'execució.
Segons un estudi de l'octubre de 1993 publicat a The American Historical Review, gran part de la Gran Purga es va dirigir contra el bandolerisme i l'activitat criminal generalitzada que s'estava produint a la Unió Soviètica en aquell moment. La purga política va ser principalment un esforç de la facció del Partit encapçalada per Stalin per eliminar els reptes dels grups d'oposició passats i potencials, incloses les ales dreta i esquerra del Partit liderades per Lev Trotski i Nikolai Bukharin, respectivament. Després de la Guerra Civil i la reconstrucció de l'economia soviètica a finals de la dècada de 1920, els bolxevics veterans ja no creien necessària la dictadura "temporal" de guerra, que havia passat de Lenin a Stalin. Els oponents de Stalin dins del Partit Comunista el van retreure com a poc democràtic i lax en la corrupció burocràtica.
Aquesta oposició al lideratge actual podi haver acumulat un suport substancial entre la classe treballadora atacant els privilegis i els luxes que l'estat oferia a la seva elit ben pagada. L'Afer Riutin semblava reivindicar les sospites d'Stalin. S'inicià una divisió en faccions del Partit i s'assenyalà a aquells membres que se li havien oposat, acabant definitivament amb el centralisme democràtic. Ryutin estava treballant amb el bloc secret de l'oposició encara més gran en el qual van participar Lev Trotski i Grigori Zinoviev, i que més tard va provocar la mort de tots dos. Stalin va fer complir la prohibició de les faccions del partit i va prohibir els membres del partit que s'havien oposat a ell, acabant efectivament amb el centralisme democràtic.
En la nova forma d'organització del Partit, el Politburó, i Stalin en particular, eren els únics dispensadors d'ideologia. Això va requerir l'eliminació de tots els marxistes amb opinions diferents, especialment els de la prestigiosa "vella guàrdia" dels revolucionaris. Quan van començar les purgues, el govern (a través de l'NKVD) va afusellar herois bolxevics, inclosos Tukhatxevski i Kun, així com la majoria del Politburó de Lenin, per desacords en la política. L'NKVD era igualment despietat cap als seguidors, amics o familiars d'aquells heretges marxistes, visquessin o no a Rússia. El cas més infame va ser el de Trotski, la família del qual va ser pràcticament anihilada abans que ell mateix fos assassinat a Mèxic per l'agent de l'NKVD Ramon Mercader, que formava part d'un escamot d'assassinat comandat per l'agent especial Pavel Sudoplatov, seguint les ordres directes de Stalin.

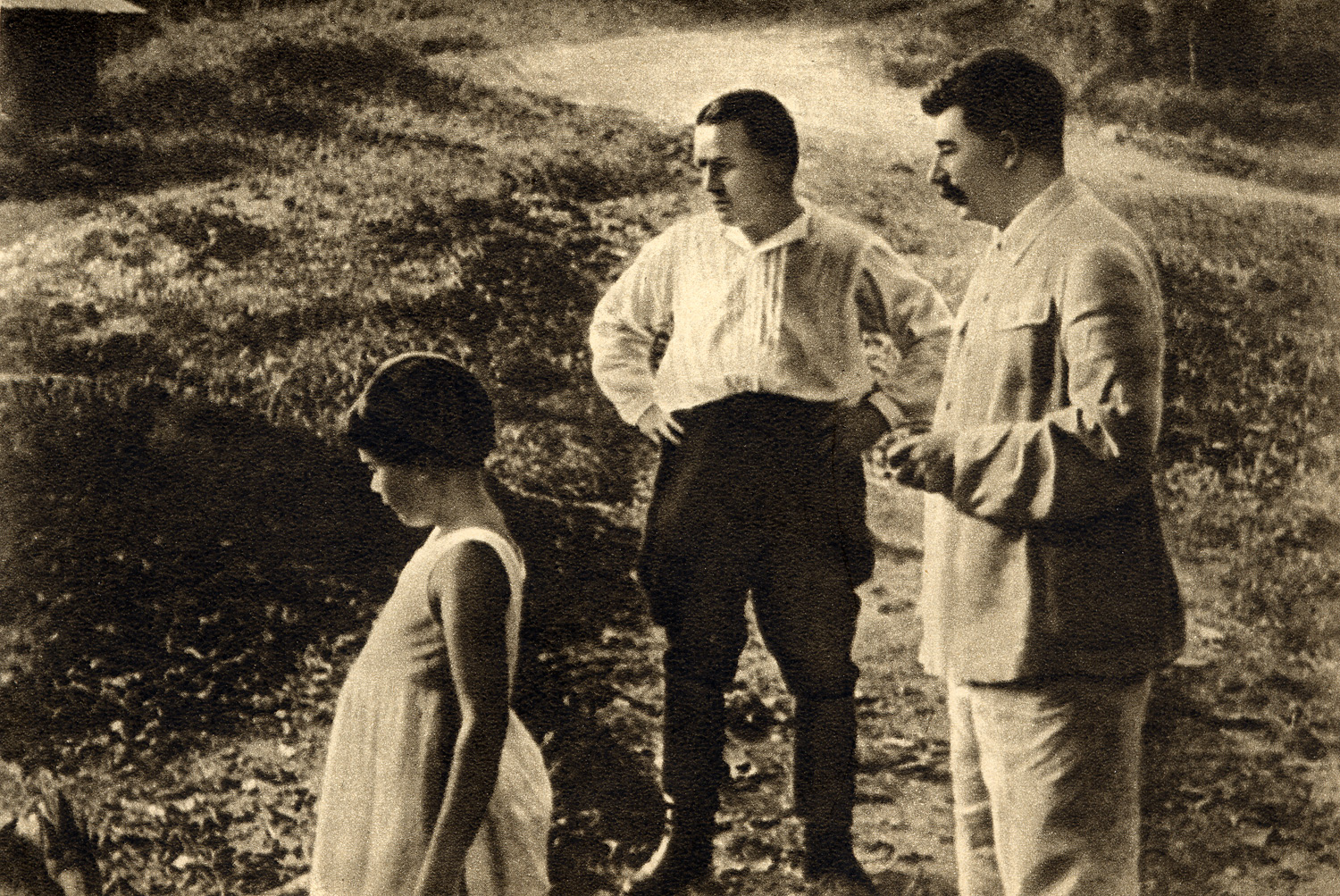
El líder del partit a Leningrad Serguei Kiíov amb Stalin (i la seva filla Svetlana) el 1934.

El 1934, Stalin va utilitzar l'assassinat de Sergei Kírov com a pretext per llançar la Gran Purga, en la qual van morir al voltant d'un milió de persones. Alguns historiadors posteriors van arribar a creure que Stalin va organitzar l'assassinat, o almenys que hi havia proves suficients per arribar a aquesta conclusió. Kírov era un fidel fidel a Stalin, però Stalin podria haver-lo vist com un rival potencial a causa de la seva popularitat emergent entre els moderats. El Congrés del Partit de 1934 va escollir Kírov al comitè central amb només tres vots en contra, el menys entre tots els candidats, mentre que Stalin va rebre 292 vots en contra. Després de l'assassinat de Kírov, l'NKVD va acusar el creixent grup d'antics opositors de l'assassinat de Kírov, així com una llista creixent d'altres delictes, com ara traïció, terrorisme, sabotatge i espionatge.
Una altra justificació oficial va ser eliminar qualsevol "quinta columna" en cas de guerra, però aquesta se sosté menys. Viatxeslav Mólotov i Làzar Kaganóvitx, participants a la repressió com a membres del Politburo, van mantenir aquesta justificació durant tota la purga; cadascun va signar moltes llistes de morts. La vehemència de Stalin per eliminar qualsevol opositor polític podia tenir alguna justificació en la necessitat de solidificar a la Unió Soviètica contra els seus veïns, especialment Alemanya i Japó, els governs dels quals ja havien envaït i ara amenaçaven sense miraments la integritat del territori soviètica. La premsa soviètica va retratar el país com a amenaçat des de dins pels espies feixistes. El Partit Comunista també volia eliminar el que percebia com a "elements socialment perillosos", com a antics kulaks, antics membres dels partits polítics opositors com el Partit Socialista Revolucionari o antics oficials del Tsar.
Des de la Revolució d'Octubre en endavant, Lenin havia utilitzat la repressió contra els enemics percebuts i legítims dels bolxevics com un mètode sistemàtic per inculcar la por i facilitar el control sobre la població en una campanya anomenada Terror Roig. Quan la guerra civil russa s'acostava al final, aquesta campanya es va relaxar encara que la policia secreta va romandre activa. De 1924 a 1928 la repressió massiva, inclòs l'empresonament al sistema Gulag, va disminuir significativament.
El 1929, Stalin havia superat els seus oponents polítics i havia aconseguit el control total del partit. Va organitzar un comitè per iniciar el procés d'industrialització de la Unió Soviètica. La reacció contra la industrialització i la col·lectivització de l'agricultura va augmentar, fet que va impulsar Stalin a augmentar la presència policial a les zones rurals. Les autoritats soviètiques van augmentar la repressió contra els kulaks, que eren camperols rics que posseïen terres de conreu en una política anomenada deskulakització contra aquells que s'havien oposat a la col·lectivització i les fams massives creades artificialment.Els kulaks van respondre destruint els rendiments de les collites i altres actes de sabotatge contra el govern soviètic. L'escassetat d'aliments creada va provocar una fam massiva a tota l'URSS i va frenar el Pla Quinquennal.
Lev Kopelev va escriure "A Ucraïna 1937 va començar el 1933", referint-se a l'inici relativament primerenc de la repressió soviètica a Ucraïna.Una característica distintiva de la Gran Purga va ser que, per primera vegada, els membres del partit governant van ser inclosos en una escala massiva com a víctimes de la repressió. A més dels ciutadans corrents, membres destacats del Partit Comunista també van ser objectiu de les purgues. La depuració del Partit va anar acompanyada de la depuració de tota la societat. Els historiadors soviètics organitzen la Gran Purga en tres proves corresponents. Per a la demarcació del període s'utilitzen els esdeveniments següents:
- 1936 - Primer Judici de Moscou
- 1937 - introducció de les Troikes de l'NKVD per a la implementació de la "justícia revolucionària".
- 1937 - aprovació de l'Article 58-14 sobre "sabotatge contra-revolucionari".
- 1937 - Segon judici de Moscou
- 1937 - la purga militar.[48]
- 1938 - Tercer judici de Moscou.

## Els Judicis de Moscou

### Primer i segon judici de Moscou

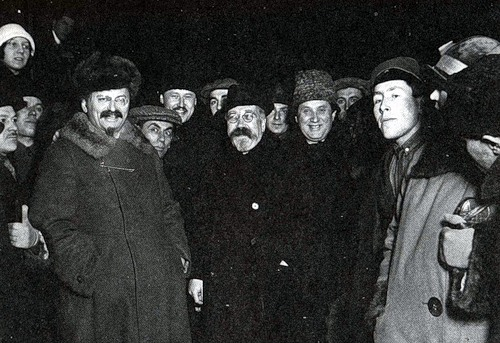
Els revolucionaris bolxevics Lev Trotsky, Lev Kamenev i Grigori Zinoviev.

Entre 1936 i 1938, es van celebrar tres judicis molt grans a Moscou contra antics dirigents del Partit Comunista, en què van ser acusats de conspirar amb poders feixistes i capitalistes per assassinar Stalin i altres líders soviètics, desmembrar la Unió Soviètica i restaurar el capitalisme. Aquests judicis van ser molt publicitats i coberts àmpliament pel món exterior, que va quedar hipnotitzat per l'espectacle dels col·laboradors més propers de Lenin que confessaven els crims més escandalosos i demanava condemnes a mort.
- El primer judici va ser de 16 membres de l'anomenat "Bloc Trotskista-Kamenevita-Zinovievita-Esquerra-Controrevolucionari", celebrat l'agost de 1936,[49] en el qual els principals acusats foren Grigori Zinoviev i Lev Kamenev, dos dels antics líders del partit més destacats, que de fet havien estat membres d'un bloc conspirador que s'oposava a Stalin, encara que les seves activitats eren exagerades.[37] Among Entre altres acusacions, van ser incriminats amb l'assassinat de Kirov i la conspiració per matar Stalin. Després de confessar els càrrecs, tots van ser condemnats a mort i executats.[50]
- El segon judici, el gener de 1937, va implicar 17 figures menors conegudes com el "centre trotskista antisoviètic" que incloïa Karl Radek, Yuri Piatakov i Grigory Sokolnikov, i van ser acusats de conspirar amb Trotski, que es deia que conspirava amb Alemanya. Tretze dels acusats van ser finalment afusellats. La resta van rebre condemnes en camps de treball on van morir aviat.[51]
- També hi va haver un judici secret davant un tribunal militar d'un grup de comandants de l'Exèrcit Roig, inclòs Mikhail Tukhachevsky, el juny de 1937.[52]

Ara se sap que les confessions es van donar només després que s'haguessin aplicat grans pressions psicològiques i tortures als acusats. A partir dels relats de l'antic oficial de l'OGPU Alexander Orlov i d'altres, es coneixen els mètodes utilitzats per extreure les confessions: tortures com cops repetides, ofegaments simulats, fer que els presoners es quedessin dempeus o sense dormir durant dies i amenaces de detenció. i executar les famílies dels presoners. Per exemple, el fill adolescent de Kamenev va ser arrestat i acusat de terrorisme. Després de mesos d'aquest interrogatori, els acusats es van veure portats a la desesperació i l'esgotament.
Zinóviev i Kàmenev demanaren, com a condició per a "confessar", una garantia directa del Politburó de què les seves vides i les de les seves famílies serien respectades. Després d'una trobada només amb Stalin, Kliment Voroixílov i Iejov, s'acordà que així seria; però després del judici, Stalin no només va trencar la promesa que tindria pietat, sinó que gairebé tota la família dels acusats va ser detinguda i afusellada. Burkhanin també acordà "confessar" amb la condició que la seva família seria respectada. En aquest cas, la promesa va ser parcialment respectada, car la seva esposa, Anna Larina va ser enviada a un camp de treball, però va sobreviure.

#### La comissió Dewey
El maig de 1937, els partidaris de Trotski van crear als Estats Units la Comissió d'Investigació sobre els càrrecs fets contra Lev Trotskiy en els judicis de Moscou, comunament coneguda com a Comissió Dewey, per establir la veritat sobre els judicis. La comissió estava encapçalada pel conegut filòsof i educador nord-americà John Dewey. Tot i que les audiències es van dur a terme òbviament amb l'objectiu de demostrar la innocència de Trotski, van treure a la llum proves que van establir que alguns dels càrrecs específics formulats en els judicis no podien ser certs.
Per exemple, Georgi Piatakov va declarar que havia volat a Oslo el desembre de 1935 per "rebre instruccions terroristes" de Trotski. La Comissió Dewey va establir que no s'havia fet aquest vol. Un altre acusat, Ivan Smirnov, va confessar haver participat en l'assassinat de Serguei Kírov el desembre de 1934, en un moment en què ja feia un any que estava a la presó.
La Comissió Dewey va publicar més tard les seves conclusions en un llibre de 422 pàgines titulat Not Guilty (No culpable). Les seves conclusions van afirmar la innocència de tots els condemnats als judicis de Moscou. En el seu resum, la comissió va escriure:
| « | Independentment de les proves extrínseques, la Comissió constata: - Que la realització dels judicis de Moscou va ser tal que va convèncer qualsevol persona sense prejudicis que no es va fer cap intent d'esbrinar la veritat. - Que si bé les confessions tenen necessàriament dret a la consideració més seriosa, les confessions en si contenen tals improbabilitats inherents que convèncer la Comissió que no representen la veritat, independentment dels mitjans utilitzats per obtenir-les. - Que Trotski mai va instruir a cap dels acusats o testimonis dels judicis de Moscou per entrar en acords amb potències estrangeres contra la Unió Soviètica [i] que Trotski mai va recomanar, conspirar o intentar la restauració del capitalisme a l'URSS. | » |

La comissió va concloure: "Per tant, considerem que els judicis de Moscou són una estafa".

#### Implicació dels dretans
En el segon judici, Karl Radek va declarar que hi havia una "tercera organització separada dels quadres que havien passat per l'escola [de Trotski]", així com "semitrotskistes, quarts trotskistes, trotskistes d'un vuitè,". gent que ens va ajudar, sense conèixer l'organització terrorista però simpatitzant amb nosaltres, gent que des del liberalisme, des d'una Fronda contra el Partit, ens va donar aquesta ajuda”.
Amb la "tercera organització", es referia a l'últim antic grup de l'oposició que quedava anomenat els dretans, liderat per Bukharin, a qui va implicar dient:
| « | Em sento culpable d'una cosa més: fins i tot després d'admetre la meva culpa i exposar l'organització, em vaig negar tossudament a declarar sobre Bukharin. Sabia que la situació de Bukharin era tan desesperada com la meva, perquè la nostra culpa, si no jurídicament, en essència, era la mateixa. Però som amics íntims, i l'amistat intel·lectual és més forta que altres amistats. Sabia que Bukharin estava en el mateix estat de trastorn que jo. Per això no el vaig voler lliurar lligat de peus i mans al Comissariat del Poble d'Interior. Igual que en relació amb els nostres altres quadres, volia que el mateix Bukharin deixés les armes.. | » |

### Tercer judici de Moscou

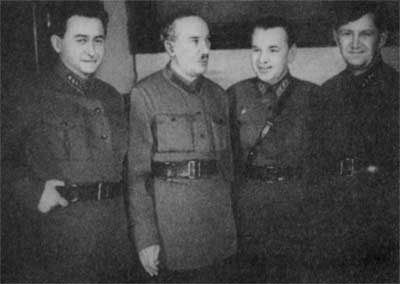
Caps de l'NKVD responsables de dur a terme repressions massives (d'esquerra a dreta): Iakov Agranov; Genrikh Iagoda; desconegut; Stanislav Redens. Tots tres van ser ells mateixos arrestats i executats.

El tercer i últim judici, el març de 1938, conegut com el Judici dels vint-i-un, és el més famós dels judicis soviètics, a causa de les persones implicades i de l'abast dels càrrecs que van lligar tots els fils solts de judicis anteriors. Pensat per ser la culminació de judicis anteriors, incloïa 21 acusats que suposadament pertanyien al "Bloc de dretans i trotskistes", suposadament liderat per Nikolai Bukharin, l'antic president de la Internacional Comunista, l'ex primer ministre Alexei Rikov, Aleksei Ríkov, Christian Rakovski, Nikolai Krestinski i Guénrikh Iagoda, el recentment deshonrat cap de l'NKVD.
Tot i que existia realment un bloc de l'oposició liderat per Trotski i amb zinovievites, Pierre Broué afirma que Bukharin no estava implicat. A diferència de Broué, un dels seus antics aliats, Jules Humbert-Droz, va dir en les seves memòries que Bukharin li va dir que va formar un bloc secret amb Zinoviev i Kamenev per tal de treure Stalin del lideratge.
El fet que Yagoda fos un dels acusats demostrava la velocitat amb què les purgues estaven consumint a si mateixes. Ara s'al·legava que Bukharin i altres van intentar assassinar Lenin i Stalin des de 1918, assassinar Maxim Gorki amb verí, dividir l'URSS i lliurar els seus territoris a Alemanya, Japó i Gran Bretanya, i altres càrrecs.
Fins i tot els observadors anteriorment simpatitzants que havien acceptat els judicis anteriors van trobar més difícil acceptar aquestes noves denúncies, ja que es van fer cada cop més absurdes, i la purga es va expandir per incloure gairebé tots els líders dels antics bolxevics, excepte Stalin i Kalinin. Cap altre crim dels anys de Stalin va captivar tant els intel·lectuals occidentals com el judici i l'execució de Bukharin, que era un teòric marxista de prestigi internacional. Per a alguns comunistes destacats com Bertram Wolfe, Jay Lovestone, Arthur Koestler i Heinrich Brandler, el judici de Bukharin va marcar la seva ruptura definitiva amb el comunisme, i fins i tot va convertir els tres primers en fervents anticomunistes. To Per a ells, la confessió de Bukharin simbolitzava les depredacions del comunisme, que no només va destruir els seus fills sinó que també els va reclutar en l'autodestrucció i l'abnegació individual.

#### La confessió de Bukharin

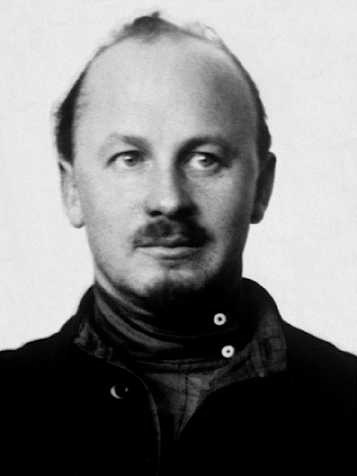
Nikolai Bukharin, revolucionari bolxevic rus executat el 1938.

El primer dia de judici, Krestinsky va causar sensació quan va repudiar la seva confessió escrita i es va declarar innocent de tots els càrrecs. No obstant això, l'endemà va canviar la seva petició després de "mesures especials", que li van luxar l'espatlla esquerra entre altres coses.
Anastas Mikoian i Vyatxeslav Mólotov van afirmar més tard que Bukharin mai va ser torturat, però ara se sap que els seus interrogadors van rebre l'ordre de "permet cops" i estaven sota una gran pressió per extreure la confessió de l'acusat "estrella". Bukharin va aguantar inicialment tres mesos, però les amenaces a la seva jove dona i al seu fill petit, combinades amb "mètodes d'influència física" el van desgastar. Però quan va llegir la seva confessió modificada i corregida personalment per Stalin, va retirar tota la seva confessió. L'examen va començar de nou, amb un equip doble d'interrogadors.
La confessió de Bukharin en particular va ser objecte de molt debat entre els observadors occidentals, inspirant l'aclamada novel·la Darkness at Noon de Koestler i l'assaig filosòfic de Maurice Merleau-Ponty a Humanisme i terror. Les seves confessions eren una mica diferents de les altres, ja que mentre es va declarar culpable de "suma total de delictes", va negar coneixement quan es tractava de delictes específics. Alguns observadors astuts van assenyalar que només permetria allò que hi havia en una confessió escrita i es negaria a anar més enllà.
El resultat va ser una curiosa barreja de confessions plenes (de ser un "feixista degenerat" que treballava per la "restauració del capitalisme") i subtils crítiques al judici. Un observador va assenyalar que després de desmentir diversos càrrecs contra ell, Bukharin "va procedir a enderrocar o més aviat va demostrar que podia enderrocar amb molta facilitat tot el cas". Va continuar dient que "la confessió de l'acusat no és essencial. La confessió de l'acusat és un principi de jurisprudència medieval" en un judici que es basava únicament en confessions. Va acabar la seva última súplica amb les paraules: [
| « | [L]a monstruositat del meu crim és incommensurable, especialment en la nova etapa de la lluita de l'URSS. Que aquest judici sigui l'última lliçó severa, i que el gran poder de l'URSS es faci evident per a tots. | » |

Romain Rolland i altres van escriure a Stalin demanant clemència per a Bukharin, però tots els principals acusats van ser executats excepte Rakovsky i dos més (que van ser assassinats en les massacres de presoners de l'NKVD el 1941). Malgrat la promesa d'estalviar la seva família, l'esposa de Bukharin, Anna Larina, va ser enviada a un camp de treball, però va sobreviure fins a veure el seu marit rehabilitat pòstumament mig segle després per l'estat soviètic sota Mikhaïl Gorbatxov el 1988.

## "Ex-kulaks" i altres "elements antisoviètics"
El 2 de juliol de 1937, en una ordre alt secret als caps regionals del Partit i de l'NKVD, Stalin els va ordenar que produïssin el nombre estimat de "kulaks" i "criminals" als seus districtes. Aquests individus havien de ser arrestats i executats, o enviats als camps de gulag. Els caps del partit van complir i van elaborar aquestes llistes en pocs dies, amb xifres que corresponien aproximadament a les persones que ja estaven sota vigilància policial secreta.
El 30 de juliol de 1937 es va emetre l'ordre núm. 00447 de l'NKVD, dirigida contra "ex-kulaks" i altres "elements antisoviètics" (com ara antics funcionaris del règim tsarista, antics membres de partits polítics diferents del partit comunista, etc.). etc.). Van ser executats o enviats als camps de presoners del Gulag de manera extrajudicial, sota les decisions de les troïques de l'NKVD.
Sembla que les categories següents figuraven en fitxes, catàlegs de sospitosos reunits al llarg dels anys per l'NKVD i van ser localitzats sistemàticament: "ex-kulaks" anteriorment deportats a "assentaments especials" a parts inhòspites del país (Sibèria, el Urals, Kazakhstan i l'Extrem Nord), antics funcionaris tsaristes, antics oficials de l'Exèrcit Blanc, participants en rebel·lions camperoles, membres del clergat, persones privades del dret de vot, antics membres de partits no bolxevics, criminals comuns, com ara lladres, coneguts per la policia i diversos altres "elements socialment nocius".
No obstant això, un gran nombre de persones van ser detinguts a l'atzar en escombraries, per denúncies o perquè tenien relació, eren amics o coneixien persones ja detingudes. Enginyers, pagesos, ferrocarrils i altres tipus d'obrers van ser detinguts durant l'"Operació Kulak" pel fet que treballaven a llocs estratègics i fàbriques importants o prop de llocs on s'havien produït accidents laborals a causa de "ritmes i plans frenètics". Durant aquest període, l'NKVD va reobrir aquests casos i els va tornar a qualificar de "sabotatge" o "demolició".

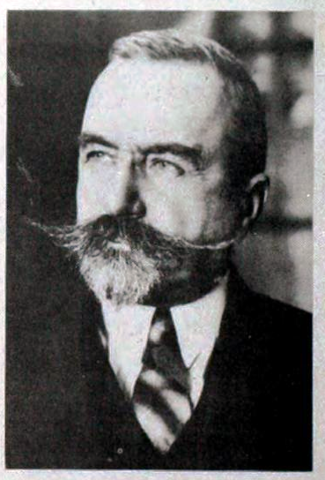
Yevgeny-Ludvig Karlovich Miller, un dels líders restants del moviment blanc, va ser segrestat per l'NKVD el 1937 i executat 19 mesos després.

El clergat ortodox, incloent-hi els feligresos actius, va ser gairebé aniquilat: 85 % dels 35.000 membres del clergat van ser arrestats. Particularment vulnerables a la repressió també eren els anomenats "colons especials" (spetzpereselentsy) que estaven sota vigilància policial permanent i constituïen un enorme grup d'"enemics" potencials per recórrer. Almenys 100.000 d'ells van ser arrestats durant el Gran Terror.
També es tractava de manera sumaria delinqüents comuns com lladres, “infractors del règim de passaports”, etc. A Moscou, per exemple, gairebé un terç de les 20.765 persones executades al camp de tir de Butovo van ser acusades d'un delicte no polític.
Per dur a terme les detencions massives, els 25.000 agents del personal de Seguretat de l'Estat de l'NKVD es van complementar amb unitats de la policia ordinària, i el Komsomol (Lliga Jove Comunista) i membres civils del Partit Comunista. Amb la intenció de complir amb les quotes, la policia va reclutar gent en mercats i estacions de tren, amb l'objectiu de detenir "pàries socials". Les unitats locals de l'NKVD, per tal de complir amb els seus "mínims de treball" i forçar les confessions dels detinguts, van treballar llargs torns ininterromputs durant els quals van interrogar, torturar i colpejar els presoners. En molts casos, els detinguts es van veure obligats a signar pàgines en blanc que els interrogadors van omplir posteriorment amb una confessió inventada.
Després dels interrogatoris, els expedients van ser presentats a les troïques de l'NKVD, que van pronunciar les sentències en absència de l'acusat. Durant una sessió de mig dia, una troika va passar per diversos centenars de casos, sent una sentència de mort o una condemna als camps de treball del Gulag. Les condemnes a mort eren executables immediatament. Les execucions es van dur a terme de nit, ja sigui a presons o en zones aïllades gestionades per l'NKVD i ubicades per regla general als afores de les grans ciutats.
L'"Operació Kulak" va ser la campanya de repressió més gran entre 1937 i 1938, amb 669.929 persones arrestades i 376.202 executades, més de la meitat del total d'execucions conegudes.

## Campanyes orientades contra les nacionalitats

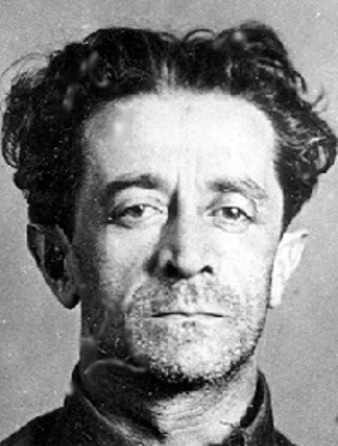
Israil Pliner; (1896–1939) chief of Gulag NKVD (1937–1938), més tard ell mateix arrestat i executat el 1939

Una sèrie d'operacions massives de l'NKVD es van dur a terme entre 1937 i 1938 dirigides a nacionalitats específiques dins de la Unió Soviètica, per ordre de Nikolai Iejov.
L'operació polonesa de l'NKVD va ser la més gran d'aquest tipus. L'operació polonesa va reclamar el major nombre de víctimes de l'NKVD: 143.810 detencions i 111.091 execucions segons els registres. Snyder calcula que almenys vuitanta-cinc mil d'ells eren d'ètnia polonesa. The La resta eren "sospitades" de ser polonesos, sense més investigació.
Els polonesos eren el 12,5% dels que van morir durant el Gran Terror, mentre que només representaven el 0,4% de la població. En general, les minories nacionals apuntades en aquestes campanyes eren el 36% de les víctimes de la Gran Purga, tot i ser només l'1,6% de la població de la Unió Soviètica. El 74% de les minories ètniques arrestades durant la Gran Purga van ser executades, mentre que els condemnats durant l'Operació Kulak només tenien un 50% de possibilitats de ser executats, (tot i que això podria haver estat a causa de la manca d'espai del camp de Gulag a les etapes últimes de la Purga en lloc de la discriminació deliberada en la sentència.).
Les dones i els fills dels arrestats i executats van ser tractats per l'ordre núm. 00486 de l'NKVD. Les dones van ser condemnades a treballs forçats durant 5 o 10 anys. Els seus fills menors van ser posats en orfenats. Totes les possessions van ser confiscades. Les famílies extenses es van quedar intencionadament sense res per viure, cosa que normalment també segellava el seu destí, afectant fins a 200.000-250.000 persones d'origen polonès depenent de la mida de les seves famílies.
Les operacions nacionals de l'NKVD es van dur a terme amb un sistema de quotes utilitzant el procediment d'àlbum. Els funcionaris tenien l'encàrrec d'arrestar i executar un nombre específic d'anomenats "contrarevolucionaris", compilats per l'administració utilitzant diverses estadístiques, però també guies telefòniques amb noms que sonen no russos.
L'operació polonesa de l'NKVD va servir de model per a una sèrie de decrets secrets similars de l'NKVD dirigits a diverses nacionalitats de la diàspora de la Unió Soviètica: finesos, letons, estonians, búlgars, afganesos, iranians, grecs i xinesos. De les operacions contra les minories nacionals, va ser la més gran, només per darrere de l'"Operació Kulak" pel que fa al nombre de víctimes. Segons Timothy Snyder, els polonesos ètnics van constituir el grup més gran de víctimes del Gran Terror, que comprenen menys del 0,5% de la població del país però que comprenen el 12,5% dels executats. Timothy Snyder atribueix 300.000 morts durant la Gran Purga al "terrorisme nacional", incloses les minories ètniques i els kulaks ucraïnesos que van sobreviure a principis dels anys trenta.
Pel que fa a les minories de la diàspora, la gran majoria de les quals eren ciutadans soviètics i els avantpassats de les quals havien residit durant dècades i de vegades segles a la Unió Soviètica i l'Imperi Rus, "aquesta designació va absolutitzar les seves ètnies transfrontereres com l'únic aspecte destacat de la seva identitat, prova suficient. de la seva deslleialtat i justificació suficient per a la seva detenció i execució" (Martin, 2001: 338). Alguns estudiosos han qualificat les Operacions Nacionals de l'NKVD de genocidi. Norman Naimark va qualificar la política de Stalin cap als polonesos a la dècada de 1930 de "genocida;" tanmateix, no considera que la Gran Purga sigui totalment genocida perquè també tenia com a objectiu els opositors polítics.
La majoria dels estudiosos, però, se centren en el dilema de seguretat a les zones frontereres que suggereix la necessitat d'assegurar la integritat ètnica de l'espai soviètic envers els estats capitalistes enemics veïns. Subratllen el paper de les relacions internacionals i creuen que els representants d'aquestes minories van ser assassinats no per la seva ètnia, sinó per les seves possibles relacions amb països hostils a l'URSS i la por a la deslleialtat en cas d'una invasió. No obstant això, hi ha poques proves que suggereixin que els suposats prejudicis de Rússia i Stalin van tenir un paper causal central en la Gran Purga.

## La Purga de l'Exèrcit

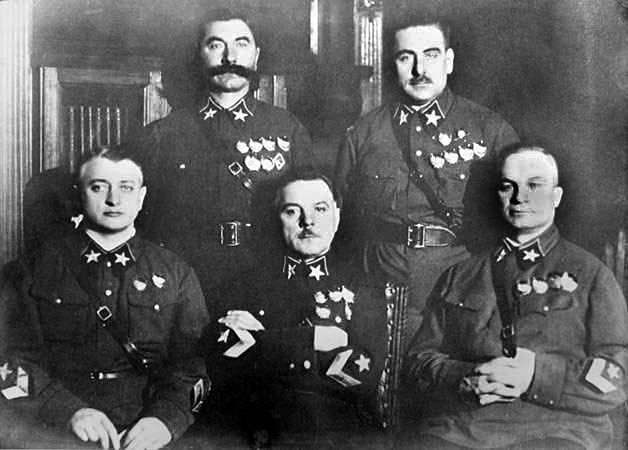
Els cinc primers mariscals de la Unió Soviètica el novembre de 1935. (d'esquerra a dreta): Mikhail Tukhachevsky, Semion Budionni, Kliment Voroixílov, Vasili Bliukher i Aleksandr Iegórov. Només Budionni i Voroixilov van sobreviure a la Gran Purga.

La purga de l'Exèrcit Roig i la Flota Marítima Militar va eliminar tres dels cinc mariscals (llavors equivalents a generals de quatre estrelles), 13 de 15 comandants de l'exèrcit (llavors equivalents a generals de tres estrelles), vuit dels nou almiralls (la purga va caure en gran manera sobre l'Armada, que se sospitava d'aprofitar les seves oportunitats de contactes estrangers) , 50 dels 57 comandants de cos d'exèrcit, 154 dels 186 comandants de divisió, 16 dels 16 comissaris de l'exèrcit i 25 dels 28 comissaris del cos d'exèrcit. En total, uns 30.000 membres de l'Exèrcit Roig van ser arrestats i executats.
Al principi, es pensava que el 25-50% dels oficials de l'Exèrcit Roig havien estat depurats; Ara se sap que la xifra real es troba entre el 3,7 i el 7,7%. Aquesta discrepància va ser el resultat d'una subestimació sistemàtica de la veritable mida del cos d'oficials de l'Exèrcit Roig, i es va passar per alt que la majoria dels purgats només van ser expulsats del Partit. El trenta per cent dels oficials depurats entre 1937 i 1939 van poder tornar al servei.
Es va afirmar que la purga de l'exèrcit estava recolzada per documents falsificats per alemanys (es diu que era correspondència entre el mariscal Tukhatsevski i membres de l'alt comandament alemany) L'afirmació no està recolzada pels fets, ja que en el moment en què suposadament es van crear els documents, dues persones dels vuit del grup Tukhatxevski ja estaven empresonades, i quan es va dir que el document havia arribat a Stalin, el procés de purga ja estava en marxa. Tanmateix, les proves reals presentades al judici es van obtenir a partir de confessions forçades.
La purga va tenir un efecte significatiu en la presa de decisions alemanyes durant la Segona Guerra Mundial: molts generals alemanys es van oposar a una invasió de Rússia, però Hitler no hi va estar d'acord, argumentant que l'Exèrcit Roig era menys efectiu després que el seu lideratge intel·lectual havia estat eliminat a la purga.

## La purga més ampla
Finalment, gairebé tots els bolxevics que havien tingut papers destacats durant la Revolució Russa, o en el govern soviètic de Lenin, van ser executats. Dels sis membres del Politburó original durant la Revolució d'Octubre que van viure fins a la Gran Purga, el mateix Stalin va ser l'únic que va romandre viu a la Unió Soviètica. Quatre dels altres cinc van ser executats; el cinquè, Lev Trotski, s'havia vist obligat a exiliar-se fora de la Unió Soviètica el 1929, però va ser assassinat a Mèxic per l'agent soviètic Ramón Mercader el 1940. Dels set membres elegits per al Politburó entre la Revolució d'Octubre i la mort de Lenin el 1924, quatre van ser executats, un (Tomski) es va suïcidar i dos (Mólotov i Kalinin, van sobreviure. Dels 1.966 delegats al XVII Congrés del PCUS el 1934 (el darrer congrés abans dels judicis), 1.108 van ser detinguts i la majoria van morir.
La implementació va ser ràpida: cap al 15 d'agost de 1937, 101.000 persones havien estat detingudes i 14.000 eren convictes.
Tot i que eren la part més visible, els judicis i execucions dels antics líders bolxevics eren només un aspecte menor de les purgues. Una sèrie de documents descoberts als arxius del Comitè Central l'any 1992 per Vladimir Bukovsky demostren que hi havia límits per a les detencions i execucions com per a totes les altres activitats de l'economia planificada.
Les víctimes van ser condemnades en absència i a portes obertes per òrgans extrajudicials: les troïques de l'NKVD van condemnar als "enemics" indígenes en virtut de l'ordre núm. 00447 de l'NKVD i els dvoiki de dos homes (el comissari de l'NKVD Nikolai Iejov i el fiscal principal Andrei Vixinski, o els seus diputats). detinguts en línia nacional. Una característica de totes les operacions massives de l'NKVD era la flexibilitat: en primer lloc, els nombres —l'anomenat límit— es podien augmentar fàcilment; segon, es va deixar totalment als oficials de l'NKVD si un presoner en particular havia de ser afusellat o enviat als camps de presoners; tercer, els terminis establerts per a la realització d'operacions individuals es van ampliar una vegada i una altra.
Les víctimes eren executades de nit, ja sigui a les presons, als cellers de la seu de l'NKVD o en una zona aïllada, normalment un bosc. Els agents de l'NKVD van disparar als presoners al cap amb pistoles.

### Intelligentsia

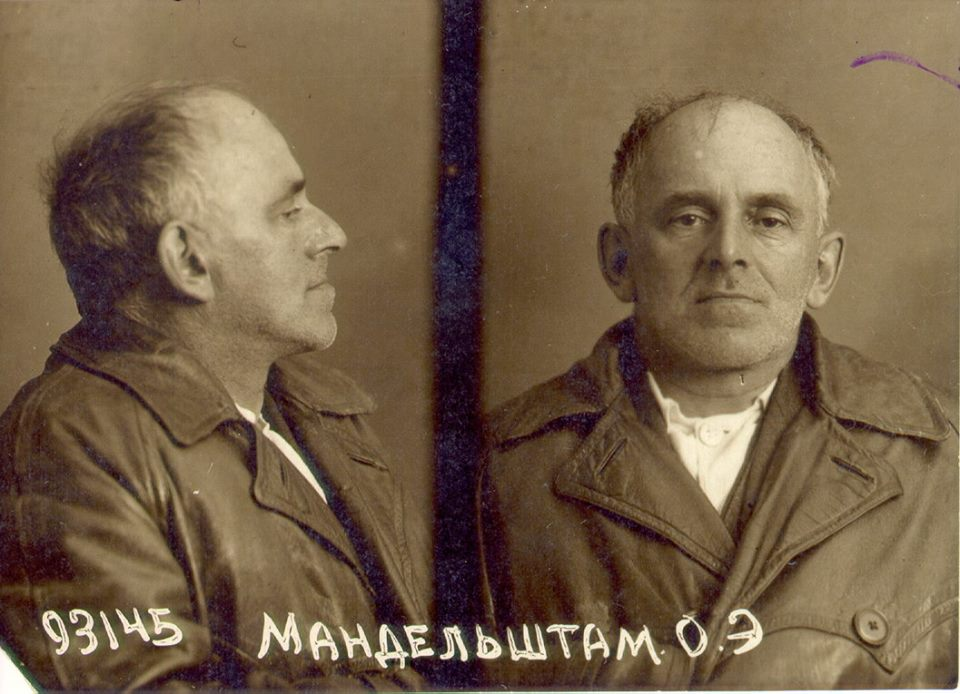
Foto de la fitxa d'arrest de l'NKVD del poeta Osip Mandelstam al 1938. Oficialment va morir per causes naturals, però possiblement va ser assassinat.

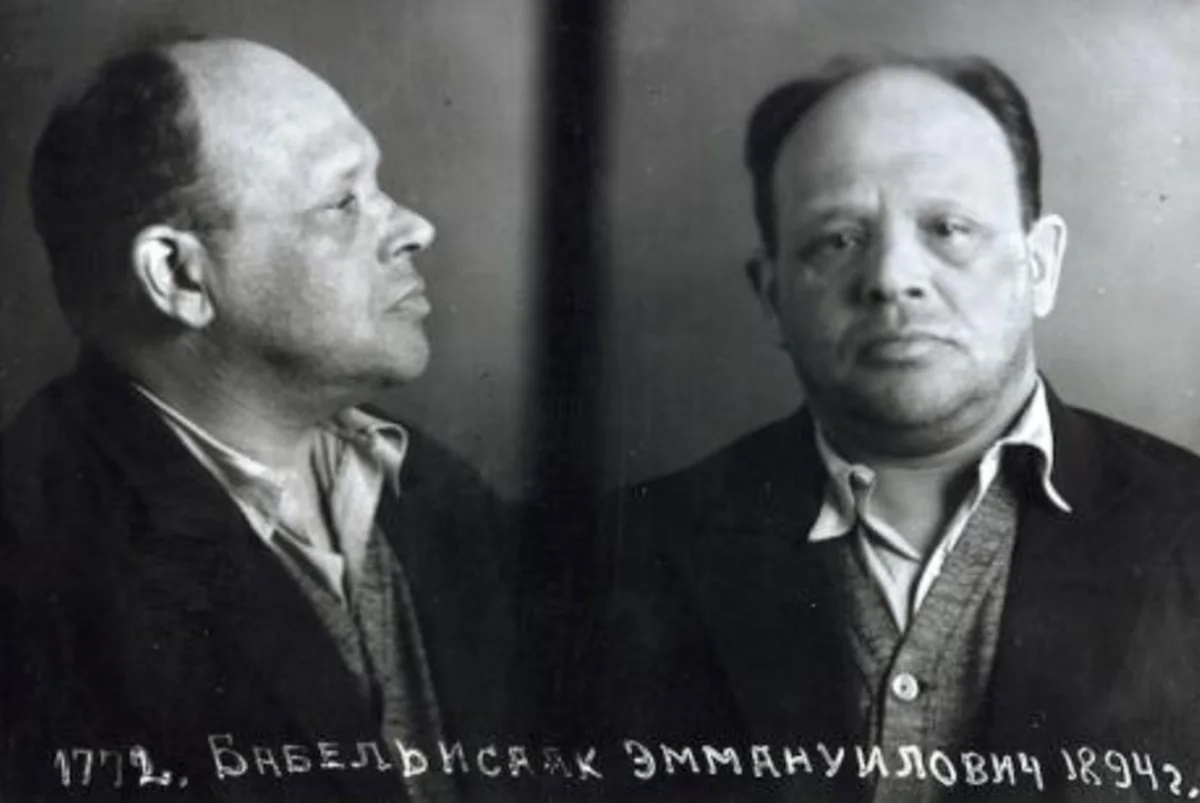
Foto de l'NKVD de l'escriptor Isaak Bàbel, feta després de la seva detenció.

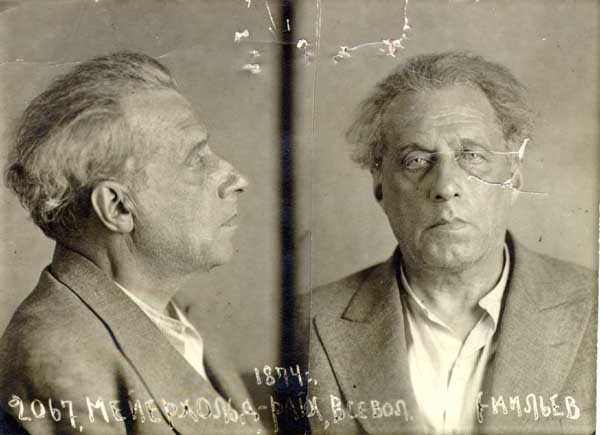
El director teatral Vsevolod Meyerhold en el moment de la seva detenció.

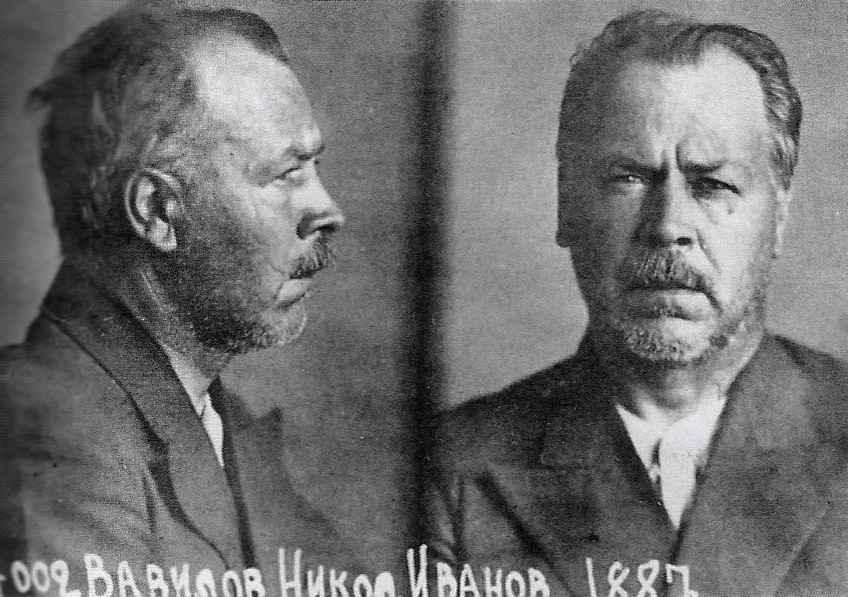
Foto de l'NKVD del botànic Nikolai Vavílov, feta després de la seva detenció.

A les dècades de 1920 i 1930, 2.000 escriptors, intel·lectuals i artistes van ser empresonats i 1.500 van morir a presons i camps de concentració. Després que la investigació sobre el desenvolupament de les taques solars fos considerada no marxista, 27 astrònoms van desaparèixer entre 1936 i 1938. L'Oficina Meteorològica va ser depurada violentament ja el 1933 per no poder predir el temps perjudicial per als cultius. No obstant això, el peatge va ser especialment alt entre els escriptors. Els que van morir durant la Gran Purga inclouen:

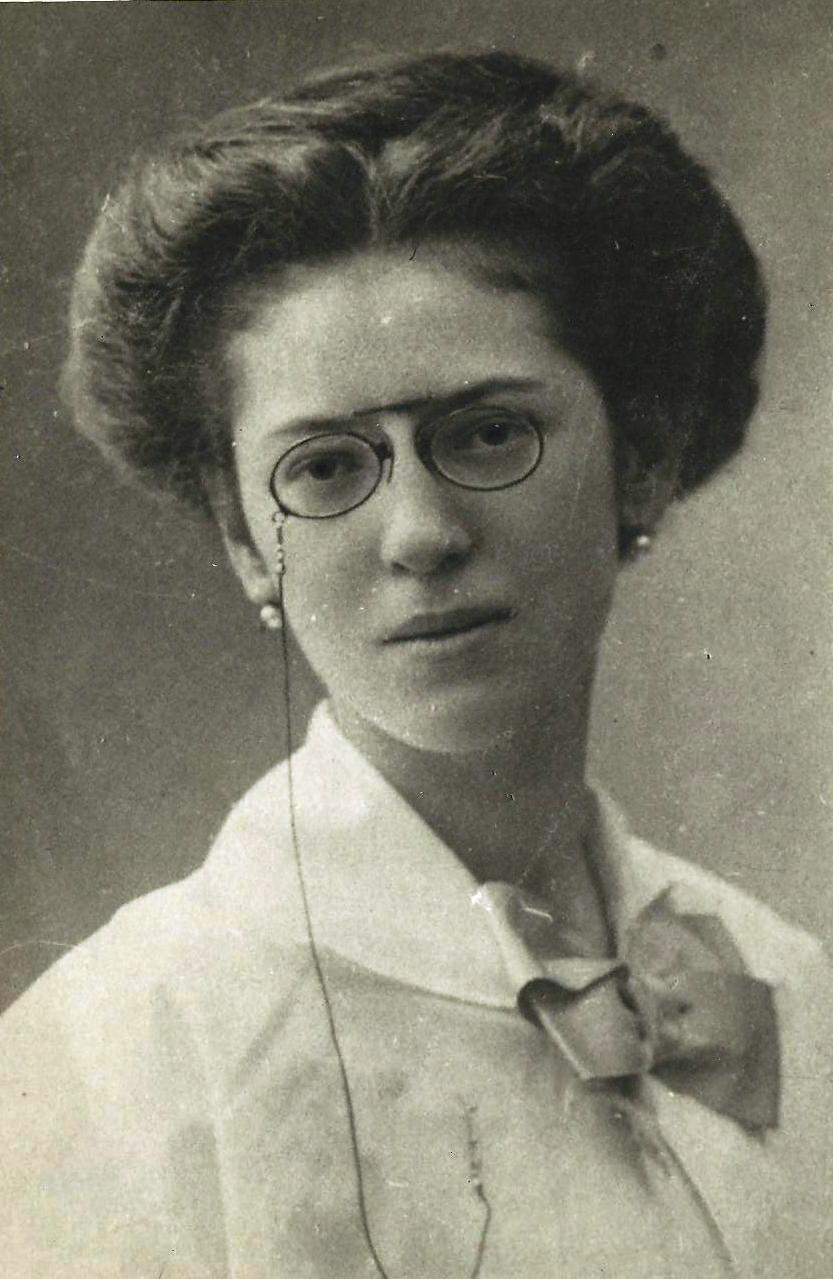
La pianista Khadija Gayibova, executada eln 1938.

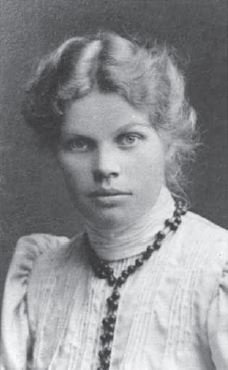
Aino Forsten; (1885–1937) educadora i política polític finesa, detinguda i executada

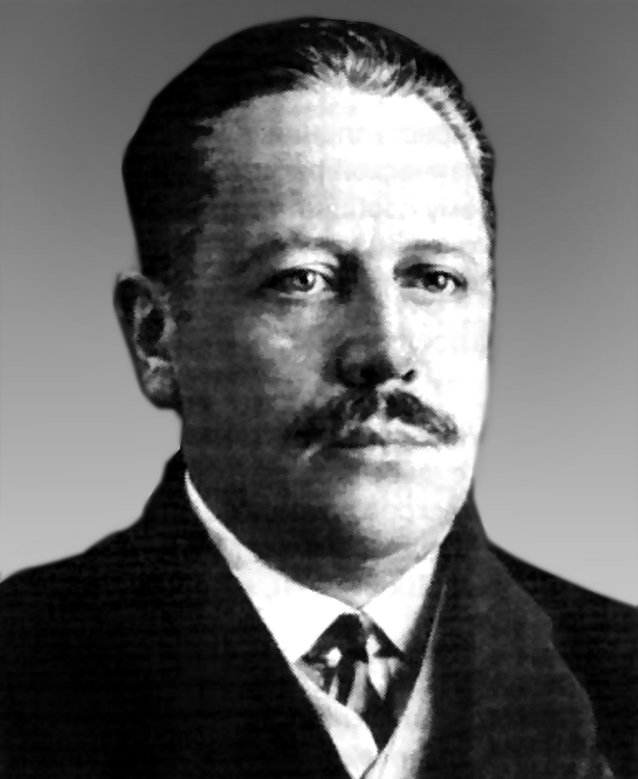
El paleontòleg i geòleg Dmitrii Mushketov, executat el 1938.

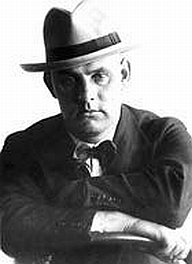
Vasili Oshchepkov, qui popularitzà el judo a la Unió Soviètica i popularitzà el sambo. Va ser acusat de ser un espia japonès, i executat extrajudicialment al Butyrka el 1938.

- El poeta Osip Mandelstam va ser arrestat per recitar el seu famós poema antistalinista "Epigrama de Stalin" al seu cercle d'amics el 1934. Després de la intervenció de Nikolai Bukharin i Boris Pasternak (Stalin va anotar a la carta de Bukharin amb una fingida indignació: "Qui els va donar dret a arrestar Mandelstam?"), Stalin va ordenar a l'NKVD que "l'aïllissin però el preservis", i Mandelstam va ser "simplement" exiliat a Txerdin durant tres anys, però això va resultar ser un aïllament temporal. El maig de 1938 va ser detingut de nou per "activitats contrarevolucionàries". ".[100] El 2 d'agost de 1938, Mandelstam va ser condemnat a cinc anys en camps de correcció i va morir el 27 de desembre de 1938 en un camp de trànsit prop de Vladivostok.[101] El mateix Pasternak va ser gairebé purgat, però es diu que Stalin va tastar el nom de Pasternak de la llista, dient "No toquis aquest habitant dels núvols."[102]
- L'escriptor Isaac Babel va ser arrestat el maig de 1939, i segons el seu document de confessió (que contenia una taca de sang) va "confessar" ser membre d'una organització trotskista i ser reclutat per l'escriptor francès André Malraux per espiar per a França. En l'interrogatori final, es va retractar de la seva confessió i va escriure cartes a la fiscalia indicant que havia implicat persones innocents, però sense èxit. Babel va ser jutjat davant una troika de l'NKVD i condemnat per espiar simultàniament per a francesos, austríacs i Trotski, així com per "pertinença a una organització terrorista". El 27 de gener de 1940 va ser afusellat a la presó de Butyrka.[103]
- L'escriptor Borís Pilniak va ser detingut el 28 d'octubre de 1937 per activitats contrarevolucionàries, espionatge i terrorisme. Un informe al·legava que "va mantenir reunions secretes amb [André] Gide i li va proporcionar informació sobre la situació a l'URSS. No hi ha dubte que Gide va utilitzar aquesta informació en el seu llibre atacant l'URSS". Pilnyak va ser jutjat el 21 d'abril de 1938. En el procés que va durar 15 minuts, va ser condemnat a mort i executat poc després.[103]
- El director de teatre Vsevolod Meyerhold va ser arrestat el 1939 i afusellat el febrer de 1940 per "espiar" per a la intel·ligència japonesa i britànica. La seva dona, l'actriu Zinaida Raikh, va ser assassinada al seu apartament.[104] En una carta a Molotov datada el 13 de gener de 1940, Meyerhold va escriure:

Els investigadors van començar a fer servir la força sobre mi, un home malalt de 65 anys. Em van fer estirar boca avall i em van colpejar a la planta dels peus i a la columna amb una corretja de goma... Durant els dies següents, quan aquelles parts de les meves cames estaven cobertes d'una hemorràgia interna extensa, van tornar a colpejar les contusions vermelles, blaves i grogues amb la corretja i el dolor era tan intens que semblava com si s'aboqués aigua bullint sobre aquestes zones sensibles. Vaig udolar i vaig plorar pel dolor. Em vaig incriminar amb l'esperança que dient-los mentides podria acabar amb el calvari. Quan em vaig estirar al bressol i em vaig adormir, després de 18 hores d'interrogatori, per tornar enrere en una hora per a més, em van despertar els meus propis gemecs i perquè estava sacsejant com un pacient en les últimes etapes de la febre tifoide..
- El poeta georgià Titsian Tabidze va ser arrestat el 10 d'octubre de 1937 acusat de traïció i va ser torturat a la presó. Amb un humor amarg, només va nomenar el poeta georgià del segle xviii Besiki com el seu còmplice en les activitats antisoviètiques[105] Va ser executat el 16 de desembre de 1937.
- L'amic de tota la vida i també poeta de Tabidze, Paolo Iashvili, després d'haver estat obligat abans a denunciar diversos dels seus associats com a enemics del poble, es va disparar amb una escopeta de caça a l'edifici de la Unió d'Escriptors.[106] Va ser testimoni i fins i tot es va veure obligat a participar en judicis públics que van expulsar molts dels seus associats del Sindicat d'Escriptors, condemnant-los efectivament a mort. Quan Lavrenti Bèria, cap de l'aparell de seguretat i policia secreta soviètica sota Stalin i posteriorment cap de l'NKVD, va pressionar encara més Iashvili amb les alternatives de denunciar Tabidze o ser arrestat i torturat per l'NKVD, Iashvili es va suïcidar.[105]
- A principis de 1937, es diu que el poeta Pavel Nikolaievitx Vasiliev va defensar Nikolai Bukharin com "un home de la màxima noblesa i la consciència de la Rússia camperola" en el moment de la seva denúncia al judici Pyatakov (segon judici de Moscou) i va condemnar a altres escriptors aleshores. signant les condemnes rutinàries com a "gargots pornogràfics al marge de la literatura russa". Va ser afusellat el 16 de juliol de 1937.[107]
- Jan Sten, filòsof i cap adjunt de l'Institut Marx-Engels, va ser el tutor particular de Stalin quan Stalin s'esforçava molt per estudiar la dialèctica de Hegel. (Stalin va rebre lliçons dues vegades per setmana del 1925 al 1928, però li va costar dominar fins i tot algunes de les idees bàsiques. Stalin va desenvolupar una hostilitat perdurable cap a la filosofia idealista alemanya, que va anomenar "la reacció aristocràtica a la Revolució Francesa".) Sten finalment es va convertir en membre d'un grup d'oposició clandestina, i aquest grup es va unir més tard al Bloc d'Oposició Soviètica que estava liderat per Lev Trotski.[37] El 1937, Sten va ser capturat per ordre directa de Stalin, que el va declarar un dels caps dels idealistes "menxevics". El 19 de juny de 1937, Sten va ser assassinat a la presó de Lefortovo.[108]
- El poeta Nikolai Klyuev va ser arrestat el 1933 per contradir la ideologia soviètica. Va ser afusellat l'octubre de 1937.
- El lingüista rus Nikolai Durnovo, nascut a la família noble Durnovo, va ser executat el 27 d'octubre de 1937. Va crear una classificació dels dialectes russos que va servir de base per a la nomenclatura lingüística científica moderna.[109]
- El poeta i dramaturg mari Sergei Txavain va ser executat a Ioshkar-Ola l'11 de novembre de 1937. El premi estatal de Mari El porta el nom de Chavain.
- El director de teatre i cinema ucraïnès Les Kurbas, considerat per molts com el director de teatre ucraïnès més important del segle xx, va ser afusellatel 3 de novembre de 1937.
- L'escriptor i explorador rus Maximilian Kravkov va ser detingut acusat de la seva suposada participació a l'"Organització d'Espionatge Subversiu Terrorista de la República Japonesa de la República Socialista Japonesa". Va ser executat el 12 d'octubre de 1937.
- L'escriptor i traductor rus d'esperanto Nikolai Nekrasov va ser arrestat el 1938 i acusat de ser "organitzador i líder d'una organització feixista, d'espionatge i terrorista d'esperantistes". Va ser executat el 4 d'octubre de 1938. Un altre escriptor esperantista, Vladimir Varankin, va ser executat el 3 d'octubre de 1938.
- El dramaturg i poeta d'avantguarda Nikolay Oleynikov va ser arrestat i executat per "escriptura subversiva" el 24 de novembre de 1937.
- L'escriptor iakut Platon Oyunsky, considerat com un dels fundadors de la literatura iakut moderna, va morir a la presó el 1939.
- El dramaturg rus Adrian Piotrovsky, responsable de crear la sinopsi del ballet Romeu i Julieta de Serguei Prokófiev, va ser executat el 21 de novembre de 1937.
- Boris Xumiatski, productor executiu de facto del monopoli cinematogràfic soviètic de 1930 a 1937, va ser executat com a "traïdor" el 1938, després d'una purga de la indústria cinematogràfica soviètica.
- El sinòleg Julian Ixtxutski va ser condemnat com a "espia japonès" i executat el 2 de febrer de 1938.
- El lingüista rus Nikolai Nevski, expert en llengües de l'Àsia oriental, va ser arrestat per l'NKVD acusat de ser un "espia japonès". El 27 de novembre de 1937 va ser executat, juntament amb la seva dona japonesa Isoko Mantani-Nevsky.
- L'escriptor dramàtic ucraïnès Mikola Kulix va ser executat el 3 de novembre de 1937. Es considera una de les figures principals del Reconeixement executat.

### Víctimes emigrades occidentals
Entre les víctimes del terror hi havia immigrants nord-americans a la Unió Soviètica que havien emigrat en el moment àlgid de la Gran Depressió per trobar feina. En el moment àlgid del Terror, els immigrants nord-americans van assetjar l'ambaixada dels Estats Units, demanant passaports per poder sortir de la Unió Soviètica. Els funcionaris de l'ambaixada els van rebutjar, però els agents de l'NKVD els van arrestar a la vorera de fora. Molts van ser posteriorment assassinats a trets al camp de tir de Butovo. A més, 141 comunistes nord-americans d'origen finlandès van ser executats i enterrats a Sandarmokh.
127 finlandesos canadencs també van ser afusellats i enterrats allí.

### Afusellaments de presos del Gulag
Els presos polítics que ja complien una condemna als camps de Gulag també van ser executats en gran nombre. L'ordre núm. 00447 de l'NKVD també es va dirigir a "els elements antisoviètics més viciosos i tossuts dels camps", tots ells "per ser posats a la primera categoria", és a dir, afusellats. L'ordre núm. 00447 va decretar 10.000 execucions per a aquest contingent, però almenys tres vegades més van ser afusellats en el transcurs de l'operació de masses secreta, la majoria entre març i abril de 1938.

### Gran Purga de Mongòlia

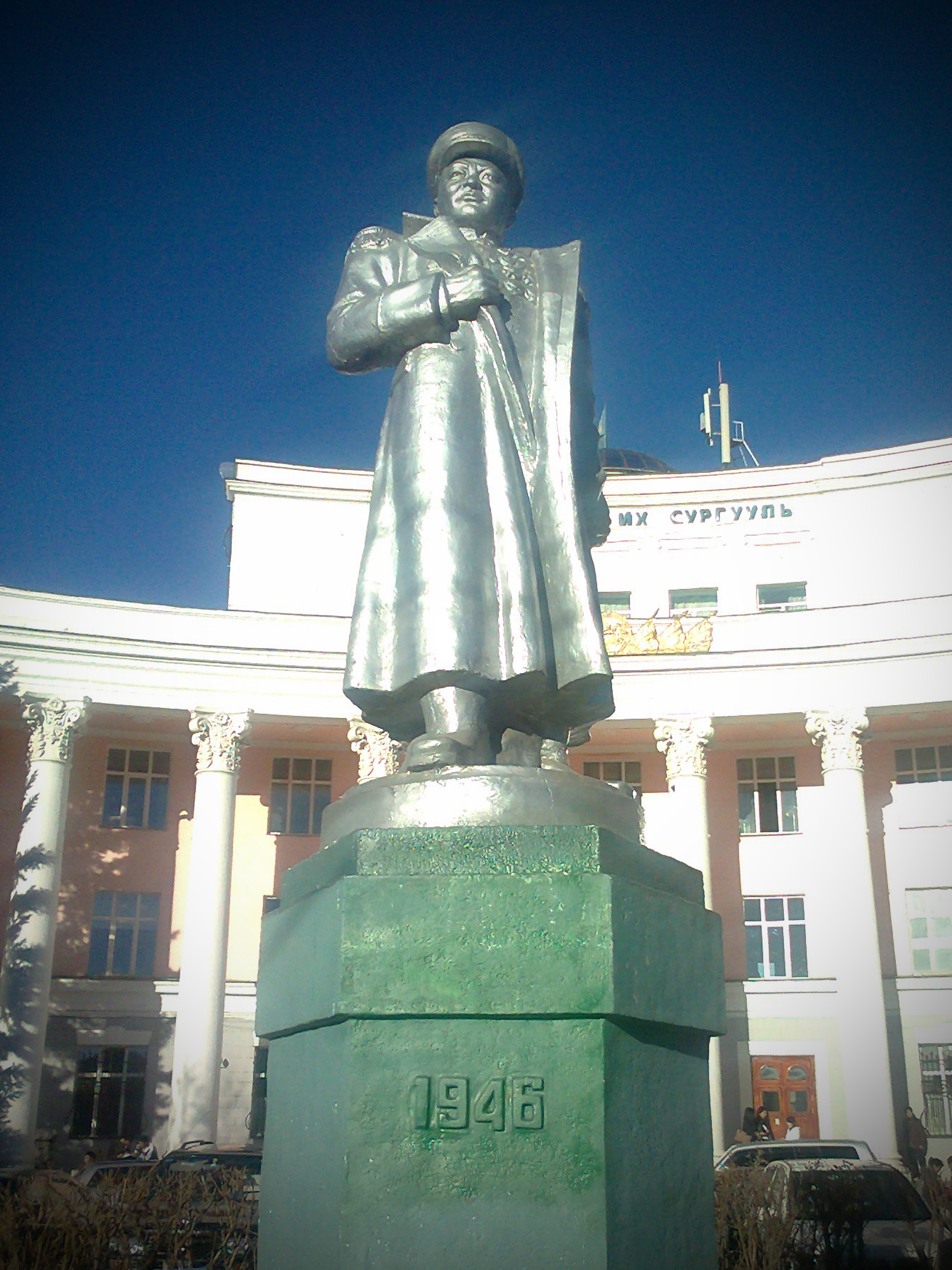
Estàtua de Khorloogiin Choibalsan davant de la Universitat Nacional de Mongòlia.

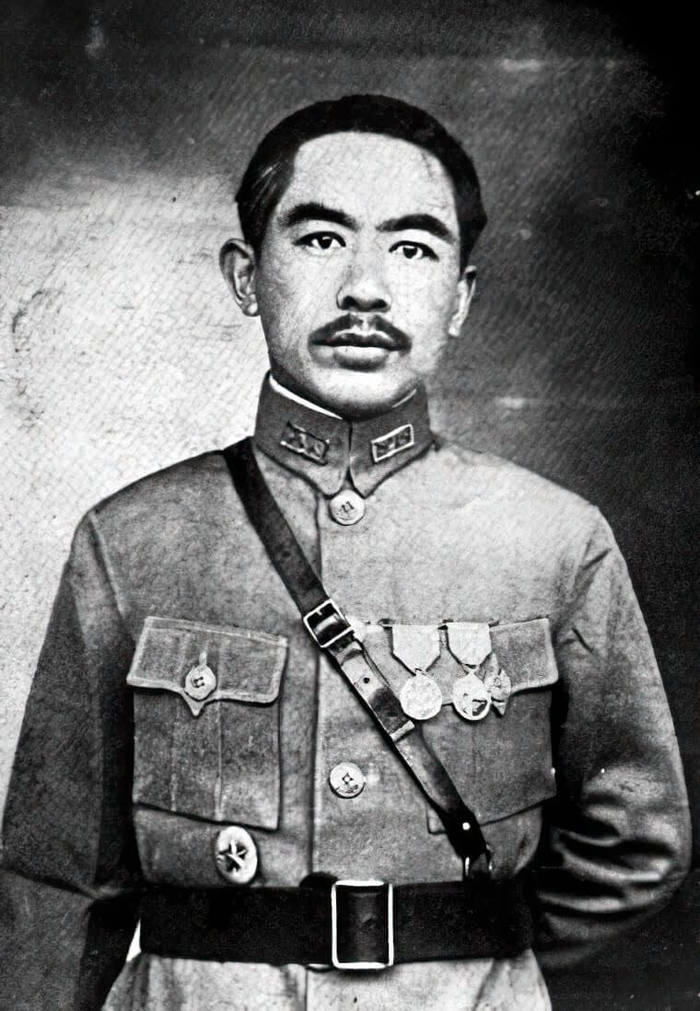
Xeng Xicai.

A finals de la dècada de 1930, Stalin va enviar agents de l'NKVD a la República Popular de Mongòlia, va establir una versió mongol de la troika de l'NKVD i va procedir a executar desenes de milers de persones acusades de tenir vincles amb "anells d'espionatge projaponesos". Els lames budistes van ser la majoria de les víctimes, amb 18.000 morts pel terror. Altres víctimes van ser la noblesa i personalitats polítiques i acadèmiques, juntament amb alguns treballadors i pastors corrents. Les fosses comunes que contenen centenars de monjos budistes i civils executats s'han descobert tan recentment com el 2003.

### Gran purga de Xinjiang
El líder prosoviètic Sheng Shicai de la província de Xinjiang a la Xina va llançar la seva pròpia purga el 1937 coincidint amb la Gran Purga de Stalin. La guerra de Xinjiang va esclatar enmig de la purga. Sheng va rebre ajuda de l'NKVD. Sheng i els soviètics van al·legar una conspiració trotskista massiva i un "complot feixista trotskista" per destruir la Unió Soviètica. El cònsol general soviètic Garegin Apresoff, els generals Ma Hushan, Ma Shaowu, Mahmud Sijan, el líder oficial de la província de Xinjiang Huang Han-chang i Hoja-Niyaz estaven entre els 435 presumptes conspiradors del complot. Xinjiang va passar sota control soviètic virtual.

## Vida de la Gran Purga
La Gran Purga de 1936-1938 pot dividir-se en 4 períodes:
1. Octubre 1936-Febrer 1937: Reforma dels organismes de seguretat i adopció de plans oficials per purgar les elits.
2. Març 1937-Juny 1937: Purga de les elits; adopció de plans per a les repressions en massa contra les "bases socials" dels agressors potencials i inici de la purga de les elits de l'oposició.
3. Juliol 1937-Octubre 1938: Repressions en massa contra els kulaks, les minories ètniques "perilloses", les famílies dels repressaliats, els oficials militars i els sabotejadors de l'agricultura i la indústria.
4. Novembre 1938-1939: Aturada de les operacions en massa, abolició de diversos organismes d'execucions extrajudicials i repressió contra els mateixos organitzadors de les repressions en massa.

## Final

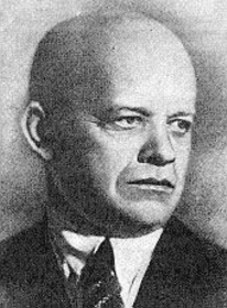
El polític soviètic d'origen polonès Stanislav Kosior, col·laborador de la fam a Ucraïna de 1932-1933, va ser executat el 1939.

A l'estiu de 1938, Stalin i el seu cercle s'adonaren que les purgues ja havien anat massa lluny; Iejov va ser rellevat del seu càrrec al capdavant de l'NKVD i poc després va ser ell mateix purgat i executat. Lavrenti Béria, georgià i amic de Stalin, el succeí. El 17 de novembre de 1938 un decret del Sovnarkom URSS i del Comitè Central del VKP i la subseqüent ordre de l'NKVD signada per Béria cancel·là la major part de les ordres de l'NKVD sobre repressió sistemàtica i va suspendre la implementació de les sentències a mort. El decret senyalà el final de les purgues massives. . Quan Iezhov va ser executat, Stalin va afirmar en una conversa privada amb Aleksandr Iakovlev que era perquè havia matat moltes persones innocents.
No obstant això, la pràctica de les detencions en massa i exilis continuà fins a la mort de Stalin el 1953. Les execucions polítiques també continuaren, però amb l'excepció de la Massacre de Katyn i d'altres massacres de l'NKVD	durant la Segona Guerra Mundial van ser a una escala molt menor. Un exemple notori va ser la Nit dels Poetes Assassinats, (12 d'agost de 1952), quan almenys 13 poetes jueus van ser executats.
S'ha de remarcar que quan les famílies d'aquells que van ser executats el 1937-38 van preguntar sobre el seu destí, l'NKVD els responia que havien estat sentenciats a "10 anys de presó sense dret a rebre correspondència". Quan va transcórrer el període i van tornar a preguntar per ells entre 1947-48 i els detinguts no tornaven, el MGB els responia que havien mort a la presó. Les causes i les dates de la mort eren inventades pel MGB.
Michael Parrish argumenta que, mentre que el Gran Terror va acabar el 1938, un terror menor va continuar durant la dècada de 1940. Aleksandr Soljenitsin (un oficial de l'exèrcit soviètic que va estar presoner durant una dècada en el sistema Gulag) presenta a L'arxipèlag Gulag la visió més holística de la línia de temps de totes les purgues leninistes i estalinistes (1918-1956), en què els la purga de 1936-1938 pot haver estat simplement la que va cridar més l'atenció de la gent en condicions de registrar la seva magnitud per a la posteritat, la intel·lectualitat, dirigint-se directament a ells, mentre que diverses altres onades del flux de purgues en curs, com el primer pla quinquennal de col·lectivització i deskulakització de 1928-1933, eren igual d'enormes i igualment desproveïts de justícia, però van ser engolits amb més èxit a l'oblit en la memòria popular del públic soviètic (supervivent) .
En alguns casos, l'alt comandament militar arrestat sota Iejov va ser executat després sota Bèria. Alguns exemples inclouen el mariscal de la Unió Soviètica Aleksandr Iegorov, arrestat l'abril de 1938 i afusellat (o mort de tortura) el febrer de 1939 (la seva dona, G.A. Iegorova, va ser afusellada l'agost de 1938); el comandant d'exèrcit Ivan Fedko, arrestat el juliol de 1938 i afusellat el febrer de 1939; el komkor Konstantin Dushenov, detingut el maig de 1938 i afusellat el febrer de 1940; o el komkor Gregori Bondar, detingut l'agost de 1938 i afusellat el març de 1939. Tots els esmentats han estat rehabilitats pòstumament.

## Reaccions occidentals
Si bé els judicis contra els antics líders soviètics van ser àmpliament publicades, els centenars de milers d'arrestats i executats no ho van ser. Això només va ser conegut a l'oest pels ex-gulags. A l'oest només es conegueren les històries d'alguns interns als gúlags que van aconseguir-hi arribar.. No només els corresponsals estrangers occidentals a la Unió Soviètica van fallar en informar sobre els gulags, sinó que en molts països occidentals, especialment a França, es va intentar silenciar o desacreditar aquests testimonis; fins al punt que Jean-Paul Sartre adquirí la posició de què aquestes proves de l'existència dels camps havia de ser ignorada, per tal que el proletariat francès no es desmoralitzés. Es van produir una sèrie d'accions judicials en què es van presentar proves definitives que van establir la validesa del testimoni dels antics reclusos del camp de treball.
Segons Robert Conquest al seu llibre de 1968 The Great Terror: Stalin's Purge of the Thirties, pel que fa als judicis d'antics líders, alguns observadors occidentals ignoraven de manera involuntària o intencionada la naturalesa fraudulenta dels càrrecs i proves, en particular Walter Duranty de The New York Times, de parla russa; l'ambaixador nord-americà, Joseph E. Davies, que va informar, "una prova... més enllà de qualsevol dubte raonable per justificar el veredicte de traïció"; i Beatrice i Sidney Webb, autors de Soviet Communism: A New Civilization. Mentre que "els partits comunistes a tot arreu simplement transmetien la línia soviètica", alguns dels informes més crítics també provenien de l'esquerra, en particular The Manchester Guardian. El periodista nord-americà H. R. Knickerbocker també va informar sobre les execucions. Els va anomenar el 1941 "les grans purgues", i va descriure com durant quatre anys van afectar "el quart o cinquè primer, per estimar-ho de manera conservadora, del propi Partit, dels líders de l'Exèrcit, la Marina i l'Exèrcit de l'Aire i després dels la nova intel·lectualitat bolxevic, els principals tècnics, directius, supervisors, científics". Knickerbocker també va escriure sobre la deskulakització: "És una estimació conservadora dir que uns 5.000.000 [kulaks]... van morir alhora, o en pocs anys".
Les proves i els resultats de la recerca van començar a aparèixer després de la mort de Stalin, quan es mostrà tota l'enormitat de les Purgues. La primera d'aquestes fons van ser les revelacions de Nikita Khrusxov, que van afectar en particular els editors del diari del Partit Comunista dels Estats Units, el Daily Worker, que, seguint les petjades del The New York Times, publicà el Discurs Secret sencer.
Els esforços per minimitzar l'extensió de la Gran Purga van seguir a través del revisionisme acadèmic als Estats Units.

## La Rehabilitació

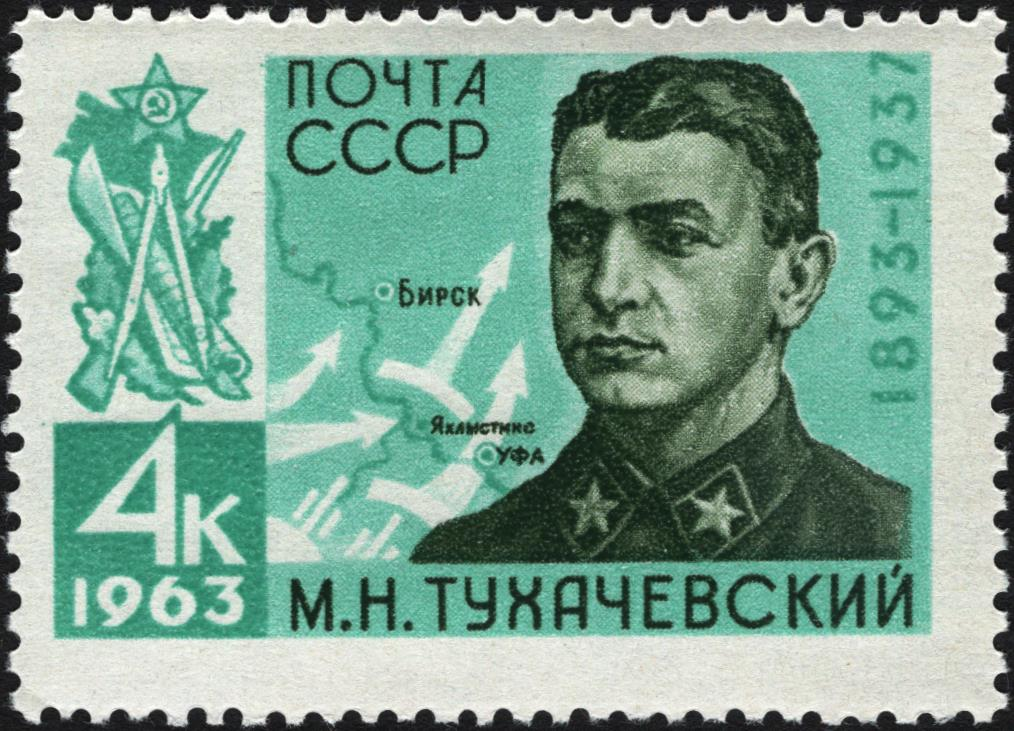
Rehabilitat pòstumament, Tukhatxevsky en un segell postal de la Unió Soviètica de 1963

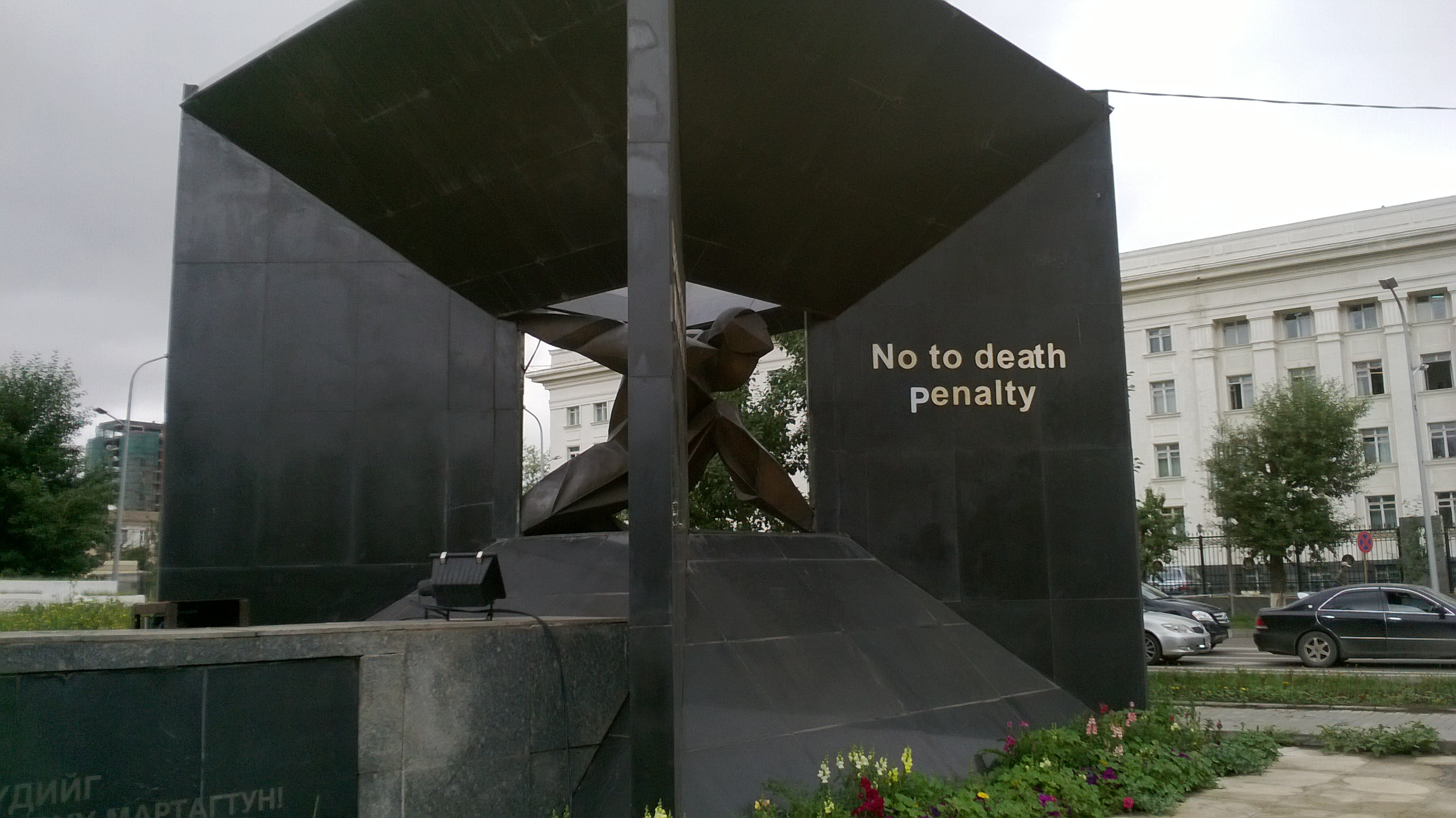
Monument a les víctimes de les repressions a Ulaanbaatar, Mongòlia

La Gran Purga va ser denunciada per Nikita Khrusxov, que esdevingué el líder de la Unió Soviètica després de la mort de Stalin. Al seu Discurs Secret al XX Congrés del Partit Comunista de la Unió Soviètica al febrer de 1956 (publicat un mes després), Khrusxov es referia a les purgues com un "abús del poder" per part de Stalin, que desembocà en un dany enorme al país. En el mateix discurs, Khrusxov va reconèixer que moltes de les víctimes eren innocents i van ser sentenciades basant-se en confessions falses extretes mitjançant la tortura. Prendre aquesta posició va ser políticament útil per a Khrusxov, car es trobava immers en una lluita de poder amb rivals que havien estat associats a la Purga, els anomenats Grup Anti-Partit. La nova línia de les Grans Purgues minava el seu poder, i l'ajudava a propulsar-lo cap a la Presidència del Consell de Comissaris del Poble. Més tard, Khrusxov va afirmar a les seves memòries que havia iniciat el procés, superant les objeccions i protestes de la resta de dirigents del Partit, però les transcripcions ho desmenteixen, tot i que mostren diferències d'opinió respecte al contingut contents.
Des de 1954, algunes de les condemnes van ser anul·lades. Mikhaïl Tukhatxevski i d'altres generals sentenciats al Judici dels Generals de l'Exèrcit Roig van ser declarats innocents (rehabilitats) el 1957. Els antics membres del Politburó Ian Rudzutak o Stanislav Kosior, així com més víctimes de nivells inferiors també van ser declarades innocents a la dècada dels 50. No obstant això, d'altres sentenciats als Judicis de Moscou com Nikolai Bukharin no van ser rehabilitats fins al 1988. Lev Trotski, considerat un actor important de la revolució russa i un gran contribuent a la teoria marxista, mai va ser rehabilitat per l'URSS. El llibre Rehabilitació: els processos polítics dels anys 1930-50 (Реабилитация. Политические процессы 30-50-х годов) (1991) conté una gran quantitat de material d'arxiu original recentment presentat: transcripcions d'interrogatoris, cartes de condemnats i fotos. El material demostra amb detall com es van fabricar nombrosos judicis espectacle.

## Quantitat de gent executada
D'acord amb els arxius soviètics desclassificats, les xifres oficials situen el nombre total d'execucions documentables durant els anys 1937 i 1938 en 681.692 (una taxa de 1.000 execucions diàries)., a més de 116.000 morts al Gulag, i 2.000 assassinats no oficialment en tiroteigs no previstos en l'article 58; mentre que l'estimació total de morts provocades per la repressió soviètica durant la Gran Purga oscil·la entre 950.000 i 1,2 milions, que inclou execucions, morts en detenció i els que van morir poc després de ser alliberats del Gulag, com a resultat del seu tractament allà.
D'acord amb la Societat del Memorial:
- Als casos investigats pel Departament de Seguretat de l'Estat de l'NKVD (GUGB NKVD):
  - almenys 1.710.000 persones van ser detingudes
  - almenys 1.440.000 persones van ser condemnades
  - almenys 724.000 persones van ser executades. D'elles:
    - almenys 436.000 persones van ser sentenciades a mort per les Troikes de l'NKVD com a part de l'"Operació Kulak"
    - almenys 247.000 persones van ser sentenciades a mort per les Dvoikes de l'NKVD i les Troikes Especials Locals com a part de l'Operació Ètnica
    - almenys 41.000 persones van ser sentenciades a mort per Tribunals Militars
- Entre els altres casos entre octubre de 1936 i novembre de 1938:
  - almenys 400.000 persones van ser sentenciades a treballs forçats per les Troikes Policials com a Elements Socialment Nocius (социально-вредный элемент, СВЭ)
  - almenys 200.000 persones van ser exiliades o deportades mitjançant "procediments administratius"
  - almenys 2 milions de persones van ser sentenciades pels tribunals per crims comuns, de les quals 800.000 van ser sentenciades als Gulags.

Segons Robert Conquest, una pràctica de falsificació per rebaixar el nombre d'execucions consistia a dissimular les execucions amb la condemna "deu anys sense dret de correspondència" que gairebé sempre significava execució. Tots els cossos identificats a les fosses comunes de Vinnitsa i Kuropaty eren d'individus que havien rebut aquesta condemna. Malgrat això, la xifra inferior va confirmar aproximadament l'estimació original de Conquest de 1968 de 700.000 execucions "legals" i en el prefaci de l'edició del 40è aniversari de The Great Terror, Conquest va afirmar que havia estat "correcte en la qüestió vital: el xifres assassinades: al voltant d'un milió".
Segons J. Arch Getty i Oleg V. Naumov, "les estimacions populars d'execucions a les grans purgues varien entre 500.000 i 7 milions". No obstant això, segons ells, "l'evidència arxivística de la policia secreta rebutja les estimacions astronòmicament altes que es donen sovint sobre el nombre de víctimes del terrorisme" i "les dades disponibles en aquest moment deixen clar que el nombre disparat en els dos pitjors anys de purga (1937–38) era més probable en centenars de milers que en milions". Segons la historiadora Corrina Kuhr, 700.000 persones van ser executades durant la Gran Purga dels 2,5 milions que van ser arrestats. El professor Nérard François-Xavier estima el mateix nombre de persones que van ser condemnats a mort, però afirma que 1,3 milions de persones van ser detingudes.
Els mateixos soviètics van fer les seves pròpies estimacions amb Viatxeslav Mòlotov dient: "L'informe escrit per aquest membre de la comissió... diu que es van fer 1.370.000 detencions a la dècada de 1930. Són massa. Vaig respondre que les xifres s'havien de revisar a fons".

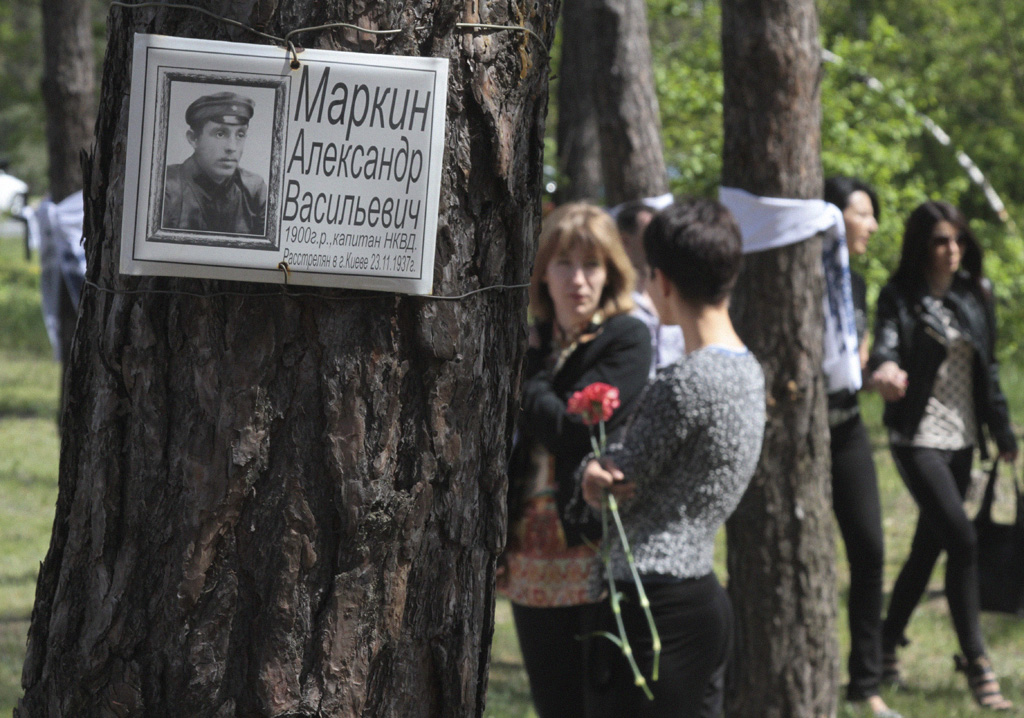
Commemoració a la reserva de les tombes de Bykovnya.

## El paper de Stalin

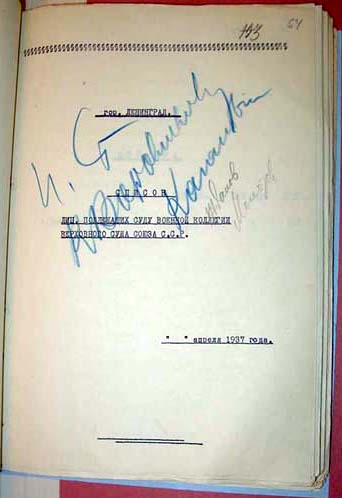
Una llista de la Gran Purga signada per Molòtov, Stalin, Voroixilov, Kaganòvitx i Jdànov

Els historiadors amb accés als arxius han confirmat que Stalin va estar íntimament implicat en la purga. L'historiador rus Oleg V. Khlevniuk afirma que "les teories sobre la naturalesa elemental i espontània del terror, sobre la pèrdua del control central sobre el curs de la repressió massiva i sobre el paper dels líders regionals en l'inici del terror simplement no estan recolzades pels registres històrics." A més de signar les llistes de Yezhov, Stalin de vegades donava instruccions sobre certes persones. En un cas, li va dir a Iejov: "No és hora d'apretar aquest senyor i obligar-lo a informar sobre el seu petit negoci brut? On és: a una presó o a un hotel?" En un altre, mentre revisava una de les llistes de Iezhov, va afegir al nom de MI Baranov, "colpejeu-lo, colpejeu-lot!" Stalin també va signar 357 llistes el 1937 i el 1938 autoritzant l'execució d'unes 40.000 persones, i es confirma que al voltant del 90% d'aquestes van ser afusellades, això va ser el 7,4% dels executats legalment. Mentre revisava una d'aquestes llistes, s'ha informat que Stalin no va murmurar a ningú en particular: "Qui recordarà tota aquesta broma d'aquí a deu o vint anys? Ningú. Qui recorda ara els noms dels boiars que Ivan el Terrible va pelar? Ningú".
És molt possible que Iejov va enganyar Stalin sobre els aspectes del procés de purga. Gent de l'època, i també uns quants comentaristes posteriors, van conjecturar que la Gran Purga no es va iniciar per iniciativa de Stalin, de manera que va sorgir la idea que el procés estava totalment fora de control un cop havia començat. És possible que Stalin no hagi pogut anticipar els excessos catastròfics de l'NKVD sota Iejov. Stalin també es va oposar al gran nombre de persones que Iejov estava depurant. Per exemple, quan Iejov va anunciar que 200.000 membres del partit van ser expulsats, Stalin el va interrompre, va dir que eren "molts" i va suggerir que només expulsessin 30.000 i 600 antics trotskistes i zinovievistes .que "seria una victòria més gran".
Stephen G. Wheatcroft planteja que, mentre que les "morts intencionades" causades per Hitler constitueixen un "assassinat", les causades sota Stalin entren en la categoria d'"execució", encara que en termes de "causar la mort per negligència i crueltat criminal (...) Stalin probablement va superar a Hitler". Wheatcroft elabora:
| « | Sens dubte, Stalin va provocar l'execució de moltes persones innocents, però sembla probable que considerés que molts d'ells eren culpables de crims contra l'estat i va pensar que l'execució d'altres actuaria com a element dissuasiu per als culpables. Va signar els papers i va insistir en la documentació. Hitler, en canvi, volia desfer-se dels jueus i comunistes simplement perquè eren jueus i comunistes. No li preocupava fer cap pretensió de legalitat. Va tenir cura de no signar res sobre aquest tema i va insistir igualment en que no es documentés. | » |

## Comissions soviètiques d'investigació

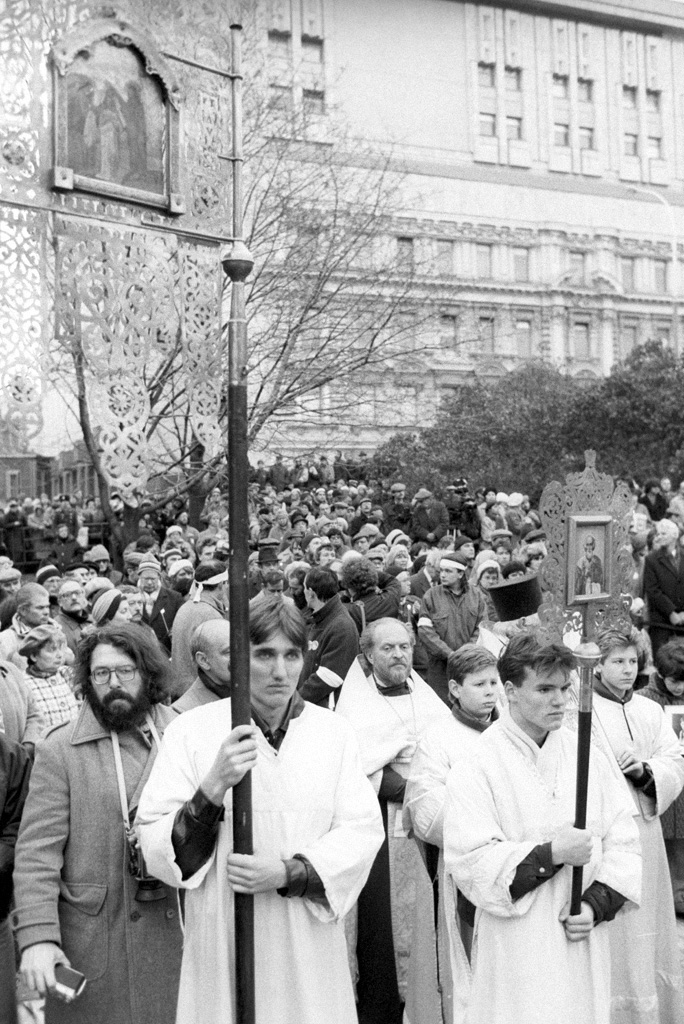
Inauguració del monument a les victims de la repressió política, Moscou, 1990

Com a mínim dues comissions soviètiques van investigar els judicis espectacle després de la mort de Stalin. El primer va ser encapçalat per Mólotov i va incloure a Voroixílov, Kaganòvitx, Suslov, Furtseva, Ixvernik, Aristov, Pospelov i Rudenko. Se'ls encarregà la tasca d'investigar la documentació relativa a Bukharin, Ríkov, Zinoiez, Tukkhatxevski i d'altres. La comissió treballà entre 1956 i 1957. Com que incloïa a gent com Mólotov i Kaganovitx, no podia ser objectiva i, mentre que confirmaven que les acusacions contra Tukhatxevski haurien d'haver-se abandonat, no van rehabilitar totalment les víctimes dels Judicis de Moscou, si bé les conclusions finals admetien que les acusacions no havien estat provades durant els judicis i que les "proves" s'havien aconseguit mitjançant mentides i l'ús de la força física. Bukharin, Ríkov, Zinoiev i d'altres encara eren vistos com a oponents polítics i, tot i que els càrrecs en contra d'ells eren òbviament falsos, no podien ser rehabilitats perquè «durant molts anys van encapçalar la lluita anti-soviètica contra la construcció del socialisme a l'URSS».
La segona comissió treballà entre 1961 i 1963 i va ser encapçalada per Ixvernik (La Comissió Ixvernik). Va incloure a Xelepin, Serdiuk, Mironov, Rudenko i Semitxastni. La dura tasca quedà reflectida en dos grans informes, que detallaven el mecanisme de falsificació dels judicis-espectacle contra Bukharin, Zinoiev, Tukhatxevski i d'altres. La comissió basava les seves trobades en gran part gràcies a testimonis visuals d'antics treballadors de l'NKVD i víctimes de la repressió, així com en molts documents. La comissió recomanava rehabilitar a tots els acusats, amb l'excepció de Radek i Iagoda, car la documentació de Radek requeria més recerca i Iagoda havia estat un criminal i un dels falsificadors dels judicis (si bé gran part dels càrrecs contra ell van caure). La comissió senyalava:
"Stalin va cometre un gran crim contra el Partit Comunista, l'Estat Socialista, el Poble Soviètic i el Moviment Revolucionari de tot el món. Juntament amb Stalin, la responsabilitat pels abusos de la llei, les repressions en massa i la mort de molts milers de gent innocent també recau sobre Mólotov, Kaganovitx, Malenkov..."
Mólotov afirmà que: "Hauriem sigut totalment idiotes si haguéssim pres els informes pel seu valor nominal. No erem idiotes'", i que els casos van ser revisats i alguns van ser alliberats".
No obstant això, Khrusxov va ser deposat poc després i el "Desglaç" acabà, i així la majoria de les víctimes dels tres judicis-espectacle no van ser rehabilitades fins a l'època de Gorbatxev.

## Escepticisme i negació
Alguns autors que s'alineaven políticament amb Stalin, com Ludo Martens, mantenien que l'abast de les purgues havia estat molt exagerat i que les mateixes purgues van ser un mitjà necessari per lluitar contra els enemics polítics de l'època. Afirmaven que el punt de vista que prevalia sobre les purgues era el resultat de la coincidència d'interessos dels polítics i historiadors soviètics post-estalinistes i dels occidentals: l'objectiu de Khruitxtox era desacreditar a Stalin, mentre que pels occidentals era desacreditar a la Unió Soviètica.

## Tombes comunes i memorials
A finals de la dècada del 1980, amb la formació de la Societat Memorial i organitzacions similars a tota la Unió Soviètica en un moment de la glasnost de Gorbatxev ("obertura i transparència") va ser possible no només parlar del Gran Terror sinó començar a localitzar el els llocs d'assassinat de 1937-1938 i identificar els que hi eren enterrats.
El 1988, per exemple, les fosses comunes de Kurapaty a Belarús van ser el lloc d'un enfrontament entre manifestants i la policia. El 1990, es va portar una pedra de l'antic camp de presoners de Solovki al Mar Blanc i es va erigir al costat de la seu del KGB a Moscou com a record a totes les "víctimes de la repressió política" des de 1917.
Després del col·lapse de la Unió Soviètica, es van descobrir moltes més fosses comunes plenes de víctimes executades del terror i es van convertir en llocs commemoratius. Alguns, com els camps d'extermini de Bykivnia prop de Kíev, es diu que contenen fins a 200.000 cadàvers.
El 2007, un d'aquests llocs, el camp de tir de Butovo, prop de Moscou, es va convertir en un santuari per a les víctimes de l'estalinisme. Entre l'agost de 1937 i l'octubre de 1938, més de 20.000 persones hi van ser afusellades i enterrades.
El 30 d'octubre de 2017, el president Vladímir Putin va obrir el Mur del Dolor, un reconeixement oficial però controvertit dels crims del règim soviètic.
L'agost de 2021, es va descobrir una fossa comuna que contenia entre 5.000 i 8.000 esquelets a Odessa, Ucraïna, durant els treballs d'exploració per a una ampliació prevista de l'aeroport internacional d'Odessa. Es creu que les tombes es remunten a finals dels anys trenta durant la purga.

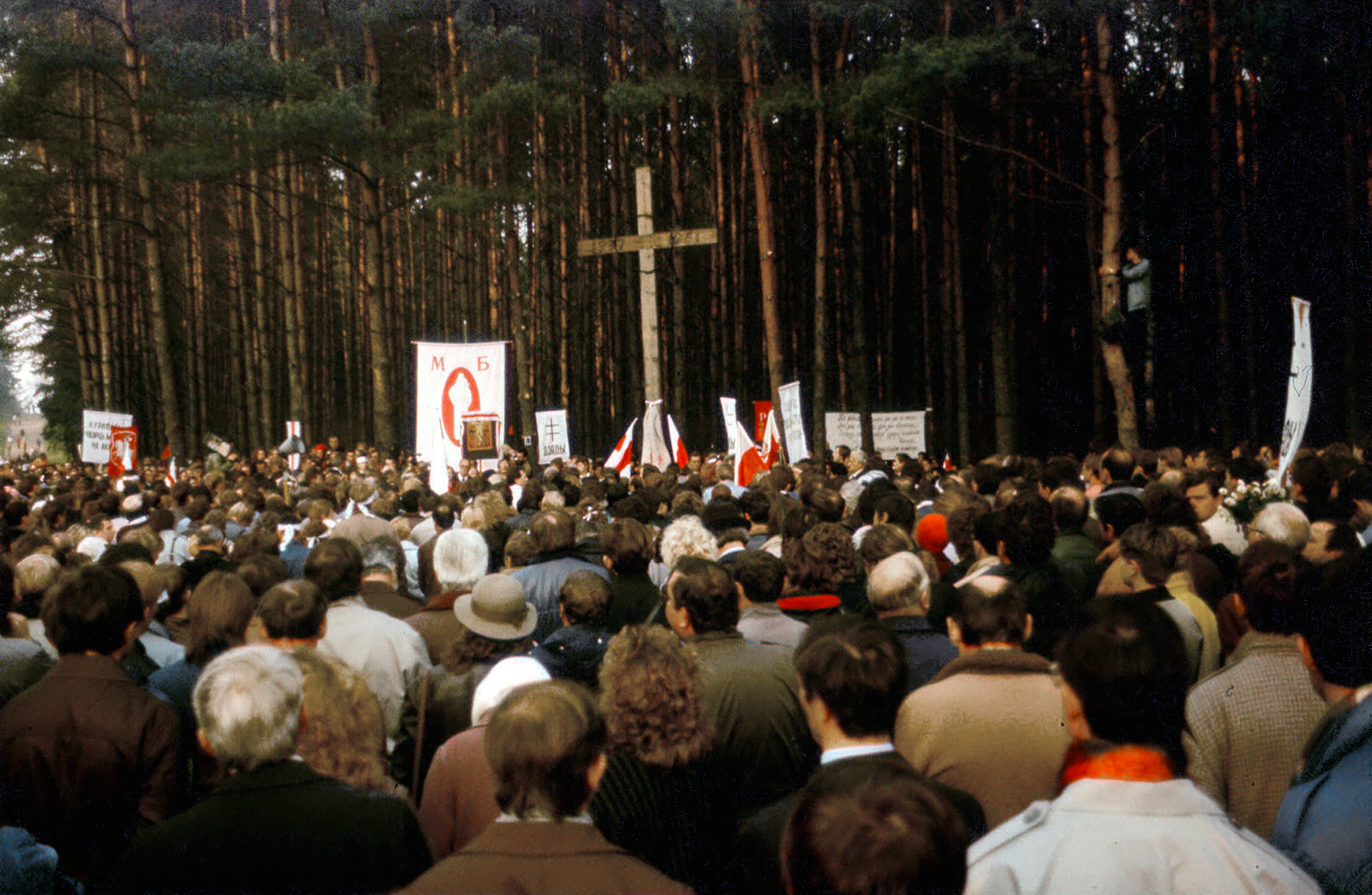
La fossa comuna de Kuropaty prop de Minsk, Belarús
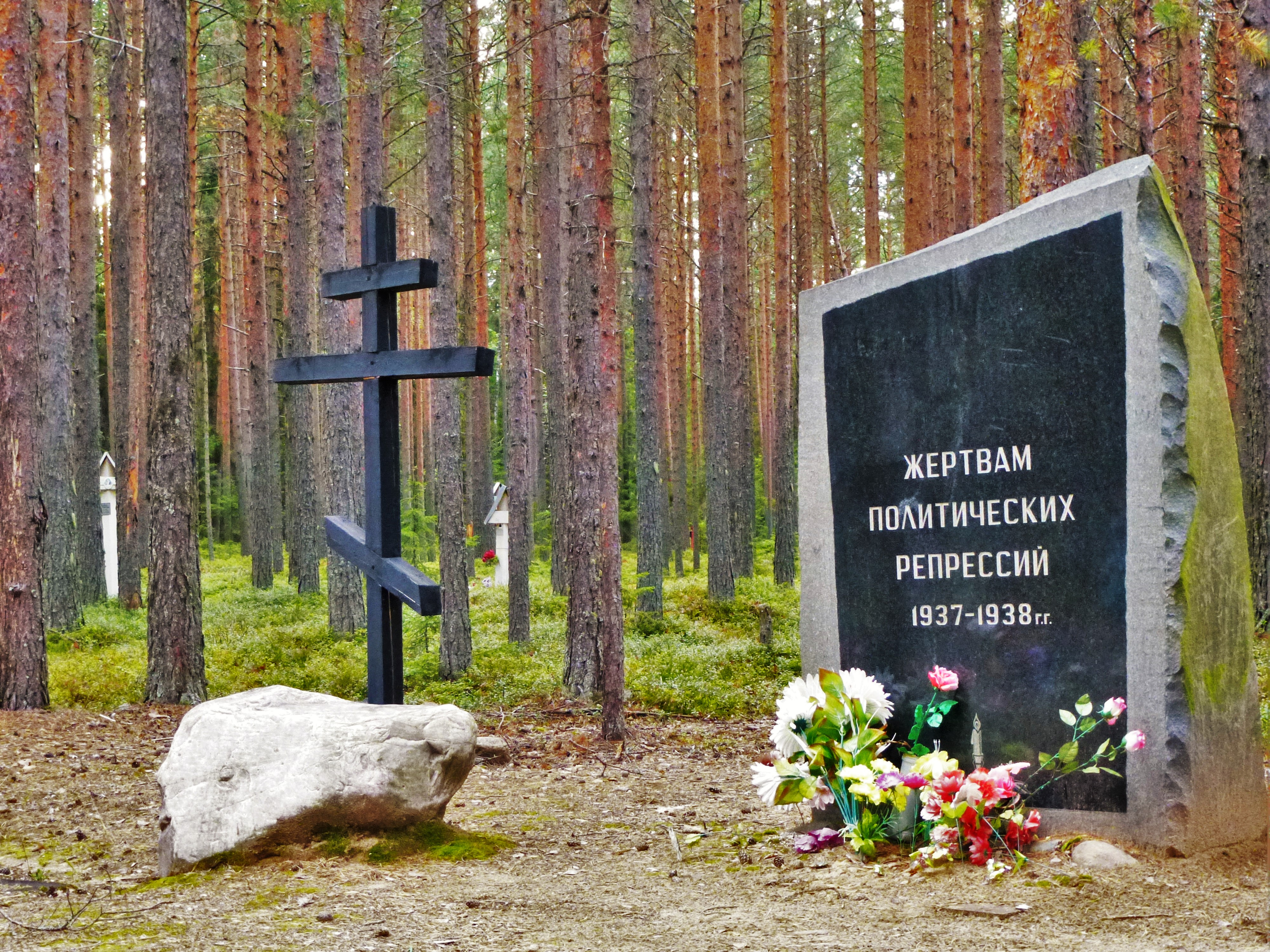
El cementiri commemoratiu de Krasny Bor prop de Petrozavodsk, Rússia
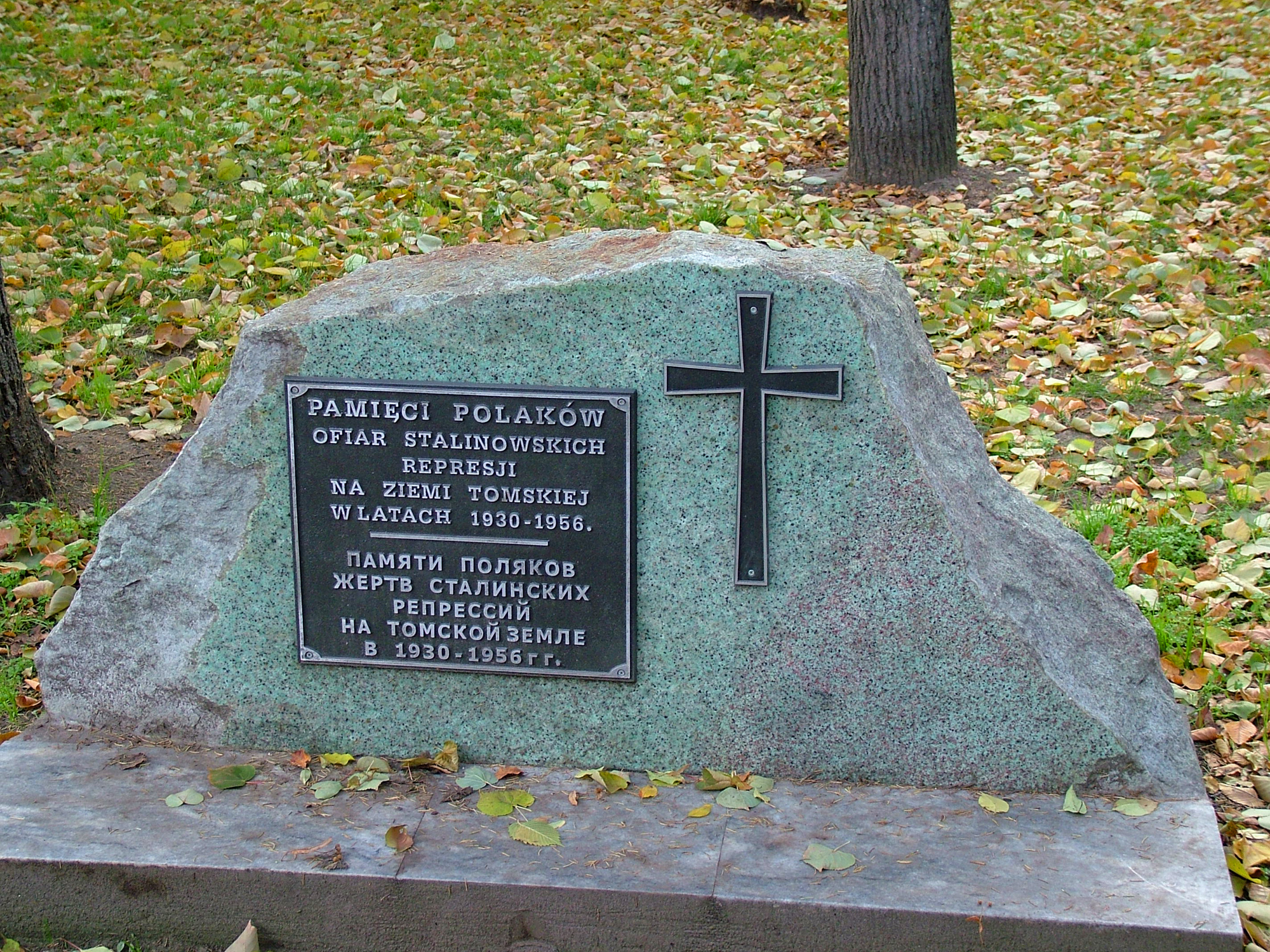
Un monument a les víctimes poloneses de la repressió estalinista, Tomsk, Rússia
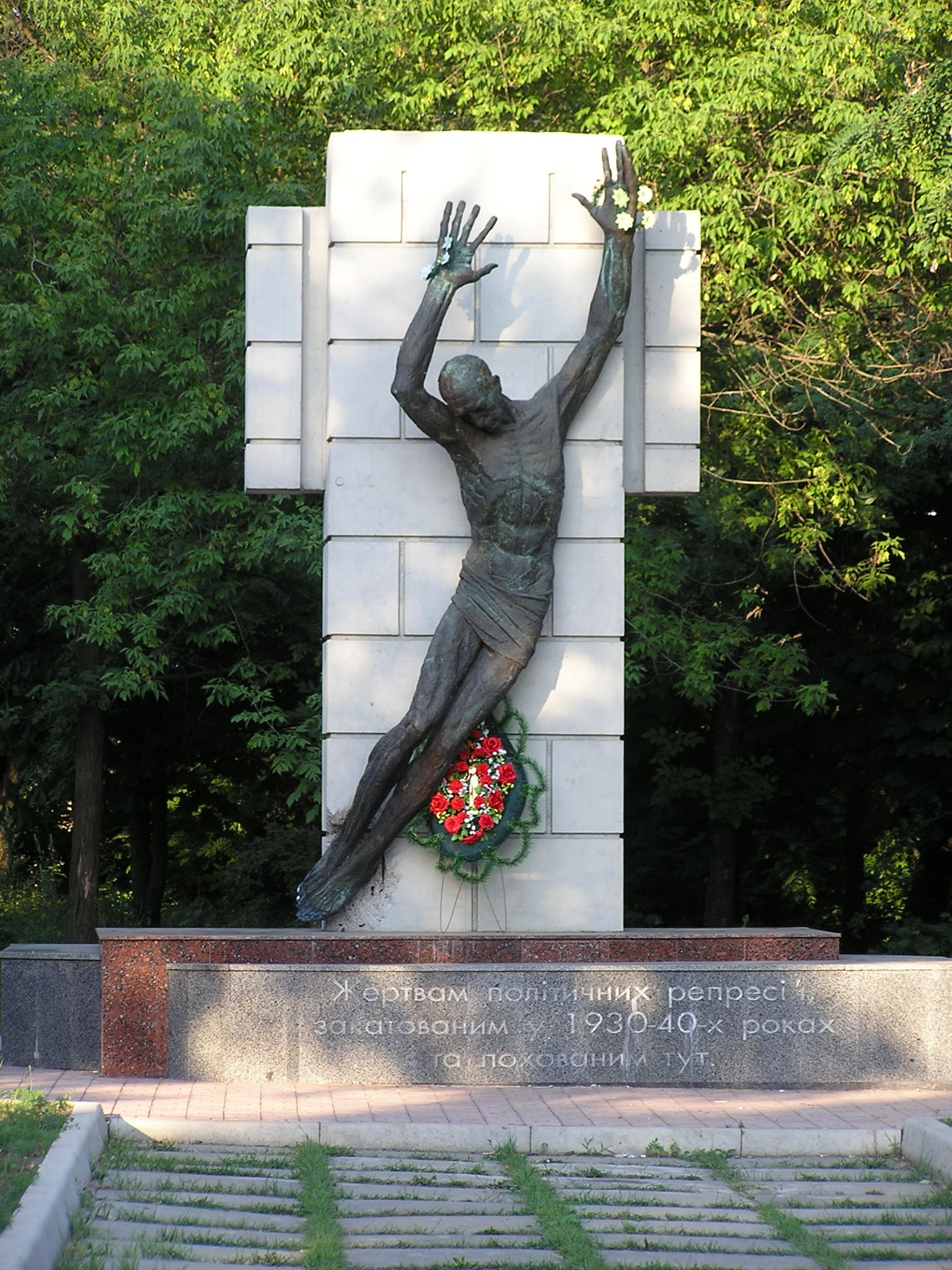
Un monument a les víctimes de la repressió política a l'assentament de Rutchenkove, part de Donetsk, Ucraïna
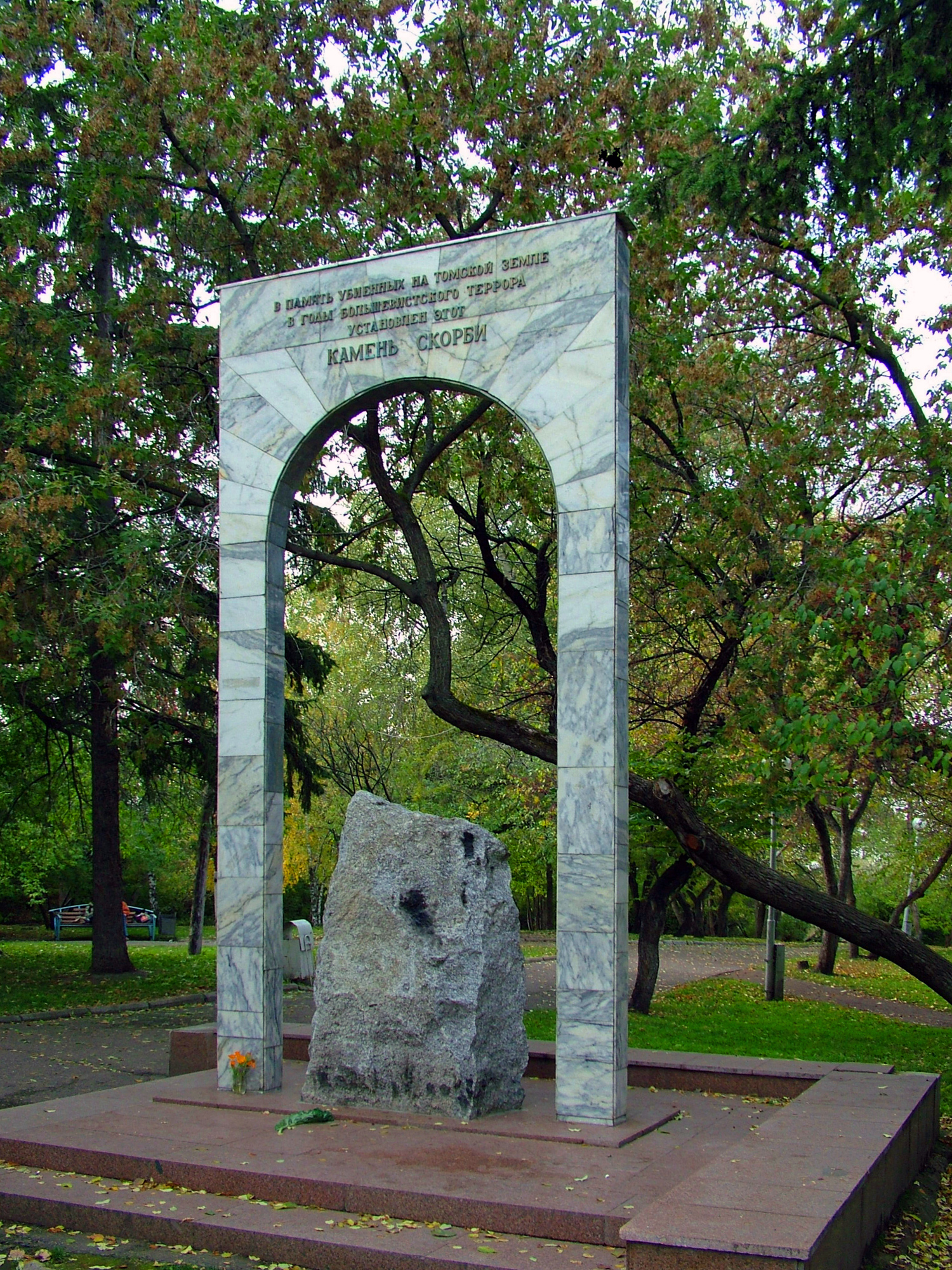
Un monument a les víctimes de la repressió estalinista a Tomsk, Rússia
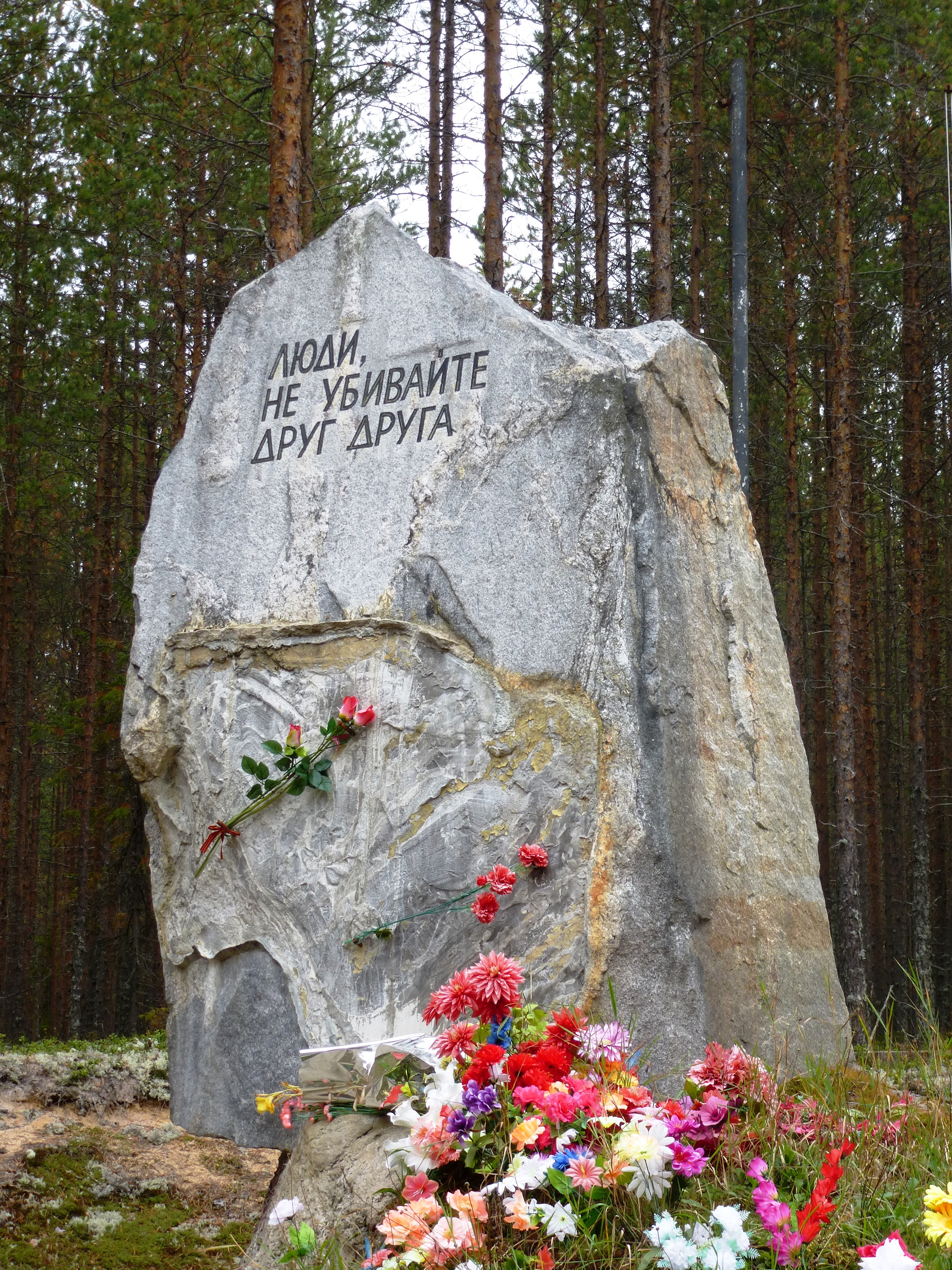
La llosa monumental a l'entrada del cementeri de Sandarmokh diu: "Gent! No us mateu", Rússia

## Interpretacions històriques
La Gran Purga ha provocat nombrosos debats sobre el seu propòsit, escala i mecanismes. Segons una interpretació, el règim de Stalin havia de mantenir els seus ciutadans en un estat de por i incertesa per mantenir-se al poder (Brzezinski, 1958). Robert Conquest va posar èmfasi en la paranoia de Stalin, centrada en el judici de Moscou contra els "vells bolxevics", i va analitzar la destrucció acuradament planificada i sistemàtica del Partit Comunista. Alguns altres veuen la Gran Purga com un moment crucial, o més aviat la culminació, d'una vasta campanya d' enginyeria social iniciada a principis de la dècada de 1930 (Hagenloh, 2000; Shearer, 2003; Werth, 2003).
Segons l'historiador James Harris, la investigació arxivística contemporània fa "forats bastant grans a la història tradicional" teixida per Conquest i altres. Els seus descobriments, encara que no exoneren Stalin o l'estat soviètic, dissipen la noció que el dessagnament era només el resultat de l'intent de Stalin d'establir la seva pròpia dictadura personal; les proves suggereixen que estava compromès a construir l'estat socialista imaginat per Lenin. La motivació real del terror, segons Harris, era una por exagerada a la contrarevolució.
| « | Aleshores, quina va ser la motivació darrere del Terror? Les respostes requerien molt més excavació, però a poc a poc es va anar fent més evident que la violència de finals dels anys trenta era impulsada per la por. La majoria dels bolxevics, Stalin entre ells, creien que les revolucions de 1789, 1848 i 1871 havien fracassat perquè els seus líders no havien anticipat adequadament la ferocitat de la reacció contrarevolucionària de l'establishment. Estaven decidits a no cometre el mateix error. | » |

Entre els historiadors han sorgit dues grans línies d'interpretació. Una argumenta que les purgues reflectien les ambicions de Stalin, la seva paranoia i el seu impuls interior per augmentar el seu poder i eliminar potencials rivals. Els historiadors revisionistes expliquen les purgues teoritzant que les faccions rivals van explotar la paranoia de Stalin i van utilitzar el terror per millorar la seva pròpia posició. Peter Whitewood examina la primera purga, dirigida a l'Exèrcit, i presenta una tercera interpretació que Stalin i altres líders de primer nivell creien que sempre estaven envoltats d'enemics capitalistes, sempre preocupats per la vulnerabilitat i la lleialtat de l'Exèrcit Roig. No va ser una estratagema: Stalin s'ho va creure realment. "Stalin va atacar l'Exèrcit Roig perquè va percebre greument malament una greu amenaça a la seguretat"; així "Sembla que Stalin va creure genuïnament que els enemics recolzats per l'estranger s'havien infiltrat a les files i van aconseguir organitzar una conspiració al cor mateix de l'Exèrcit Roig". La purga va colpejar profundament des de juny de 1937 i novembre de 1938, eliminant-ne 35.000; molts van ser executats. L'experiència en la realització de la depuració va facilitar la depuració d'altres elements clau de la política soviètica més àmplia. Els historiadors sovint citen la interrupció com a factors de la desastrosa actuació militar de l'Exèrcit Roig durant la invasió alemanya. Robert W. Thurston informa que la purga no pretenia sotmetre les masses soviètiques, moltes de les quals van ajudar a promulgar la purga, sinó fer front a l'oposició al govern de Stalin entre les elits soviètiques.

## Cinema
- Pultz, David, dir. 1997. Eternal Memory: Voices from the Great Terror [81:00, documentary film]. Narrated by Meryl Streep. USA.